# Isabel I de Inglaterra
Isabel I ou Elizabeth I (Greenwich, 7 de setembro de 1533 – Richmond, 24 de março de 1603), também chamada de  "A Rainha Virgem", "Gloriana" ou "Boa Rainha Bess" ("Bess" era como Roberto Dudley, seu favorito, a chamava) foi Rainha Reinante da Inglaterra e Irlanda de 1558 até sua morte e a quinta e última monarca da Casa de Tudor. Como filha do rei Henrique VIII, Isabel nasceu dentro da linha de sucessão; entretanto, a sua mãe Ana Bolena foi executada dois anos e meio após seu nascimento, e o casamento dos seus pais foi anulado. Isabel assim foi declarada ilegítima. 
O seu meio-irmão Eduardo VI sucedeu a D. Henrique e reinou até morrer em 1553. Antes da sua morte, Eduardo nomeou Joana Grey como rainha, excluindo da sucessão as suas meias-irmãs Isabel e a católica Maria I, apesar da existência de um estatuto declarando o contrário. Porém, o seu testamento acabou anulado e Maria tornou-se rainha, tendo Joana sido executada. Isabel foi também feita prisioneira, durante cerca de um ano, no reinado de Maria, por suspeitas de apoiar os rebeldes protestantes.
Isabel sucedeu a Maria em 1558 e passou a reinar com um conselho. A rainha passou a depender muito de um grupo de conselheiros de confiança liderados por Guilherme Cecil, Barão Burghley. Uma das suas primeiras ações como rainha foi o estabelecimento de uma igreja protestante inglesa, da qual tornou-se sua Governadora Suprema. A Resolução Religiosa Isabelina mais tarde desenvolveu-se na atual Igreja Anglicana. Era também esperado que ela se casasse e gerasse um herdeiro para continuar a linhagem da Casa de Tudor, porém, nunca se casou apesar de ter tido vários pretendentes. Isabel ficou famosa pela sua castidade enquanto envelhecia. Um culto cresceu ao seu redor tendo sido celebrada em pinturas, desfiles e obras literárias.
A governação de Isabel foi mais moderada do que a do pai e a dos meio-irmãos. Um de seus lemas era video et taceo ("Vejo e digo nada"). Era relativamente tolerante em questões religiosas, evitando perseguições sistemáticas. Depois de 1570, quando o Papa a declarou ilegítima e permitiu aos seus súditos que deixassem de lhe obedecer, várias conspirações ameaçaram a sua vida. Todos os planos foram derrotados com a ajuda dos serviços secretos dos seus ministros. Isabel era cautelosa em assuntos estrangeiros, movimentando-se entre as grandes potências da França e Espanha. Apoiou, sem entusiasmo, várias campanhas militares ineficazes e mal equipadas nos Países Baixos do Sul, na França e Irlanda. Porém, por volta da década de 1580, uma guerra contra Espanha tornou-se inevitável. Quando os espanhóis finalmente decidiram em 1588 tentar conquistar a Inglaterra, o fracasso da Armada Invencível associou Isabel a uma das maiores vitórias militares da história inglesa.
O reinado ficou para sempre conhecido como o Período Isabelino, famoso acima de tudo pelo florescimento do drama inglês, liderado por dramaturgos como William Shakespeare e Christopher Marlowe, além das proezas marítimas dos aventureiros ingleses como Sir Francis Drake. Alguns historiadores são mais contidos nas sua avaliações a Isabel. Eles representam-na como uma governante temperamental, às vezes indecisa e que teve muita sorte. Uma série de problemas económicos e militares diminuíram a sua popularidade ao final de seu reinado. Isabel é reconhecida como uma intérprete carismática e uma sobrevivente obstinada num período em que o governo era uma instituição desorganizada e limitada, e monarcas de países vizinhos enfrentavam problemas internos que ameaçavam seus tronos. Assim foi o caso da rival Maria da Escócia, que foi presa por Isabel em 1568, e acabou por ser executada em 1587. Depois dos curtos reinados de Eduardo VI e Maria I,deu estabilidade ao reino e ajudou a criar um sentimento de identidade nacional.

## Início de vida

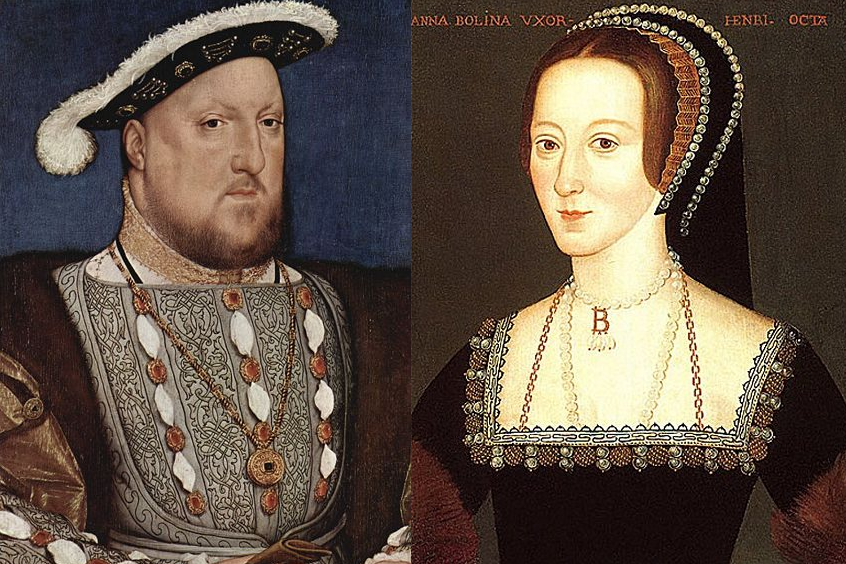
Henrique VIII e Ana Bolena, os pais de Isabel

Isabel Tudor nasceu no Palácio de Placentia, Greenwich, em 7 de setembro de 1533, sendo nomeada em homenagem a suas avós: Isabel de Iorque e Isabel Howard. Era a segunda filha do rei Henrique VIII de Inglaterra a sobreviver a infância. Sua mãe era Ana Bolena, a segunda esposa de Henrique. Ao nascer, Isabel era a herdeira presuntiva do trono inglês. Sua meia-irmã mais velha, Maria, havia perdido sua posição como legítima quando o rei anulou seu casamento com sua mãe, Catarina de Aragão, para se casar com Ana e ter um herdeiro homem a fim de garantir a sobrevivência da dinastia da Casa de Tudor. Ela foi batizada em 10 de setembro por Tomás Cranmer, Arcebispo da Cantuária; seus padrinhos foram Henrique Courtenay, 1.º Marquês de Exeter; Isabel Howard, Duquesa de Norfolk; e Margarida Wotton, Viúva Marquesa de Dorset.

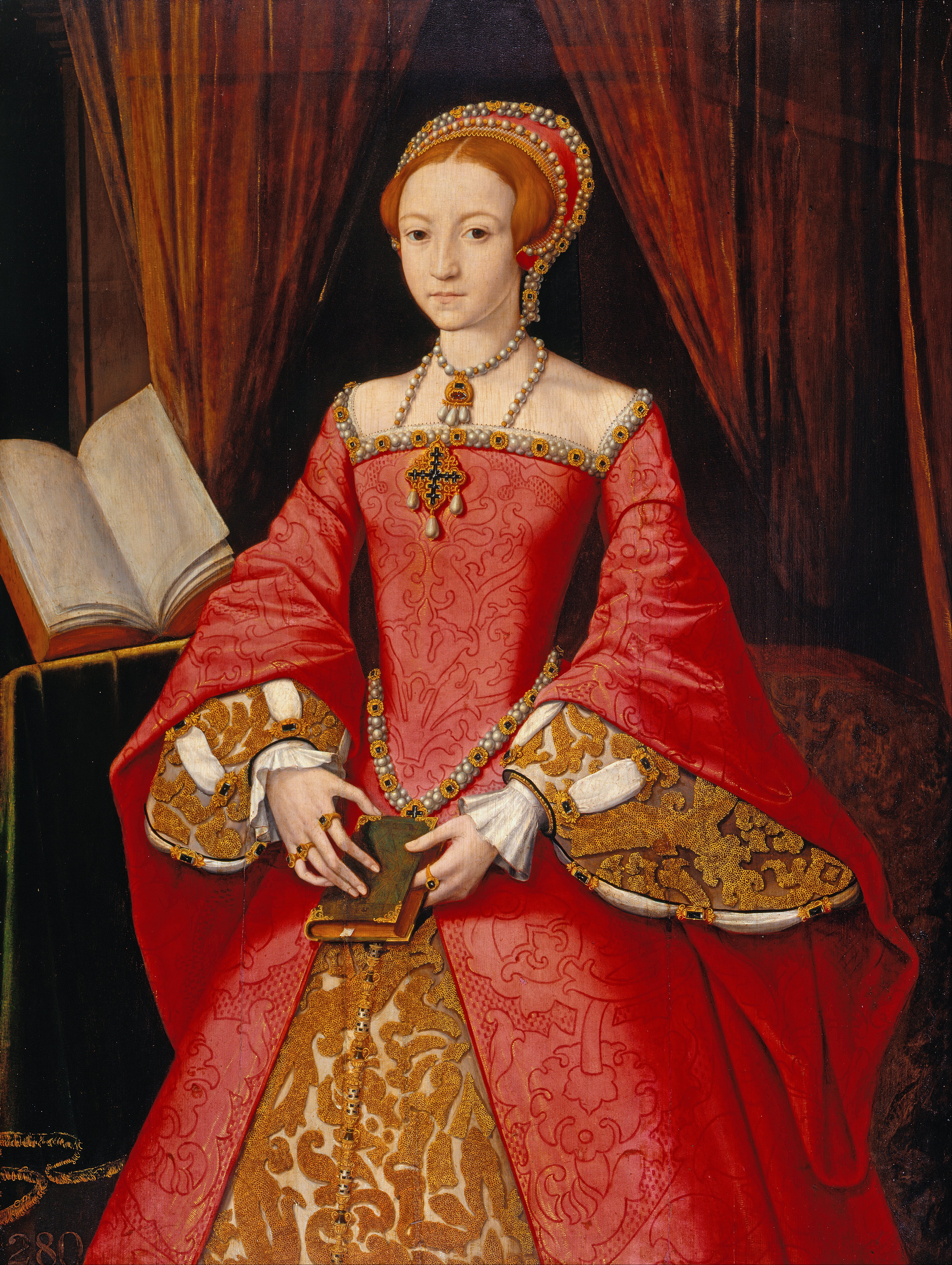
Isabel c. 1546

Sua mãe foi executada por acusações de adultério, incesto e alta traição em 19 de maio de 1536, quando Isabel tinha apenas dois anos e oito meses. Ela foi declarada ilegítima e privada de seu lugar na sucessão real. Onze dias após a execução de Ana Bolena, Henrique se casou com Joana Seymour, porém ela acabou morrendo de complicações pós-parto depois de dar à luz em 1537 ao príncipe Eduardo. Desde seu nascimento, Eduardo era o herdeiro aparente incontestável do trono. Isabel carregou o pano batismal em seu batizado.
A primeira governanta ou Senhora Patroa de Isabel, Margarida Bryan, escreveu que ela era "como para uma criança e tão gentil de condições que jamais conheci em outra em minha vida". Isabel foi colocada aos cuidados de Branca Herbert por volta do outono de 1537, que permaneceu como Senhora Patroa até se aposentar no fim de 1545 ou início de 1546. Catarina "Kat" Ashley foi nomeada como governanta de Isabel em 1537 e permaneceu sua amiga até morrer em 1565, quando Branca Parry a sucedeu como Dama de Companhia Chefe da Câmara Privada. Ashley ensinou a Isabel quatro línguas: francês, flamenco, italiano e espanhol. Na época em que Guilherme Grindal tornou-se seu tutor em 1544, ela já conseguia escrever em inglês, latim e italiano. Com Grindal, um tutor habilidoso e talentoso, Isabel também progrediu em francês e grego. Ele morreu em 1548, e Isabel passou a ser ensinada por Rogério Ascham, um professor simpático que acreditava que o ensino também deveria ser cativante. Quando sua educação formal terminou em 1550, ela era uma das mulheres mais bem educadas de sua geração. Isabel, ao final de sua vida, também supostamente falava galês, córnico, escocês e irlandês. Isabel fez uma tradução do manuscrito de Annales de Tácito, concluída no final do século XVI e preservada na Biblioteca do Palácio de Lambeth. O embaixador veneziano afirmou em 1603, que ela "dominava [essas] línguas tão completamente que cada uma parecia ser sua língua nativa". O historiador Mark Stoyle sugere que provavelmente Guilherme Killigrew, Criado da Câmara Privada e posteriormente Chanceler do Tesouro, ensinou-lhe o córnico.

## Tomás Seymour

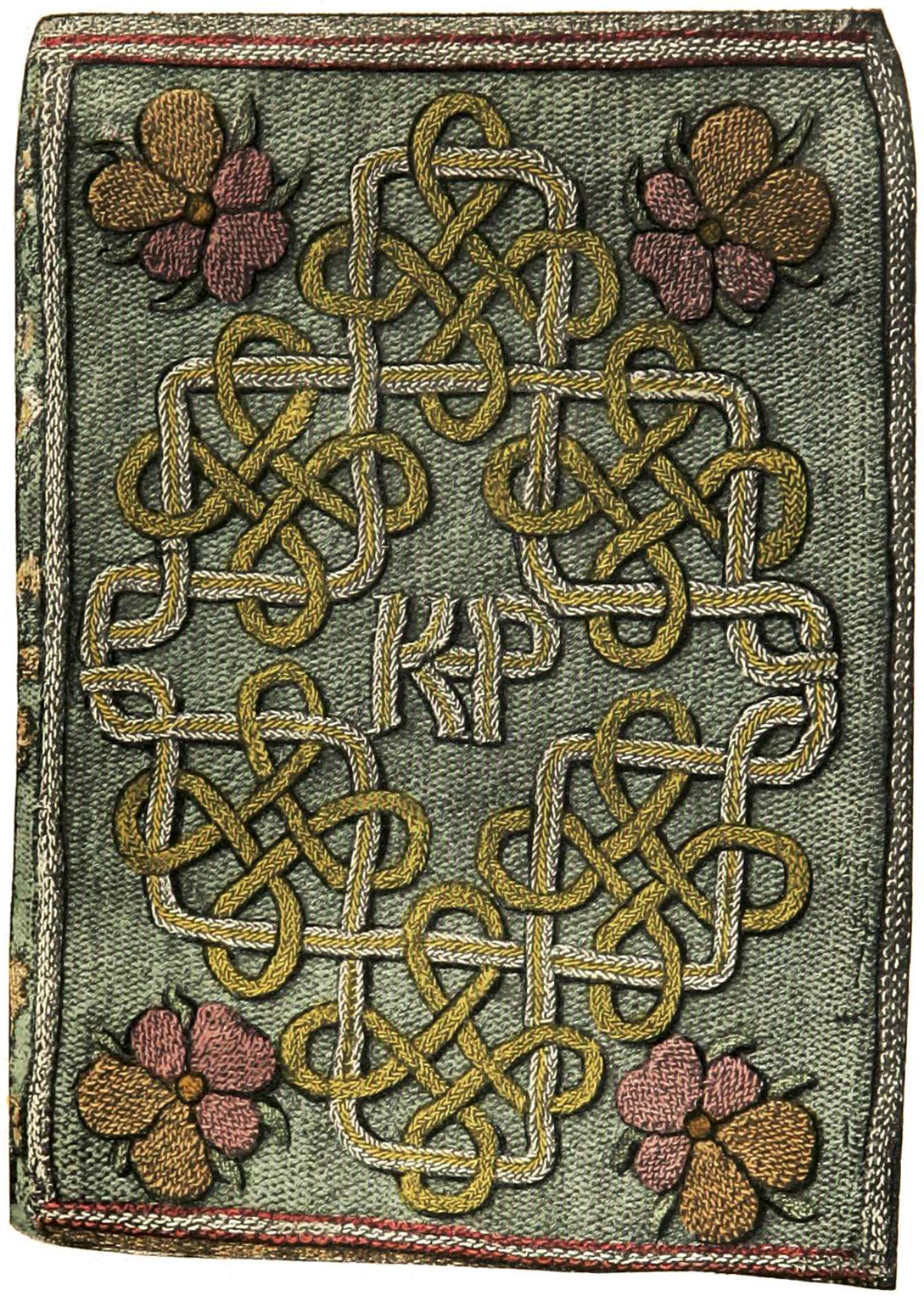
The Miroir or Glasse of the Synneful Soul, presente de Isabel a Catarina Parr em 1544. Acredita-se que as letras "KP" foram bordadas pela própria Isabel

Henrique VIII morreu em janeiro de 1547 e foi sucedido pelo filho de nove anos Eduardo VI, meio-irmão de Isabel. A sexta esposa e viúva do rei, Catarina Parr, logo se casou com Tomás Seymour, 1.º Barão Seymour de Sudeley, tio de Eduardo e irmão de Eduardo Seymour, 1.º Duque de Somerset e Lorde Protetor.  O casal colocou Isabel em sua criadagem em Chelsea, Londres.  Lá ela passou por uma crise emocional que alguns historiadores acreditam tê-la afetado pelo restante de sua vida. Seymour, então com quase quarenta anos, porém possuindo charme e "poderoso apelo sexual", envolveu-se em brincadeiras grosseiras com Isabel, então com quatorze anos. Isso incluía entrar em seu quarto durante a noite, cutucá-la e bater em suas nádegas. Parr juntava-se ao marido ao invés de confrontá-lo por suas atividades impróprias.  Duas vezes ela também cutucou a menina e em uma ocasião a segurou enquanto Seymour cortava sua camisola "em milhares de pedaços". Entretanto, Parr acabou a situação assim que descobriu os dois abraçados.  Isabel foi mandada embora em maio de 1548.
Tomás Seymour planejava controlar a família real e tentou ser nomeado Governador da Pessoa Real.  Quando Parr morreu no parto em 5 de setembro de 1548, ele renovou seu interesse por Isabel e tinha a intenção de se casar com ela.  Os detalhes de seu comportamento com Isabel tornaram-se públicos; isso foi a última gota para seu irmão e para o conselho regencial. Seymour foi preso em janeiro de 1549 sob suspeita de se casar com Isabel e depor o irmão. Vivendo na Casa Hatfield, Isabel não admitia nada. Sua teimosia irritou o interrogador sir Roberto Tyrwhitt, que relatou "Não vejo em seu rosto que é culpada". Seymour foi decapitado em 29 de março.

## Reinado de Maria I

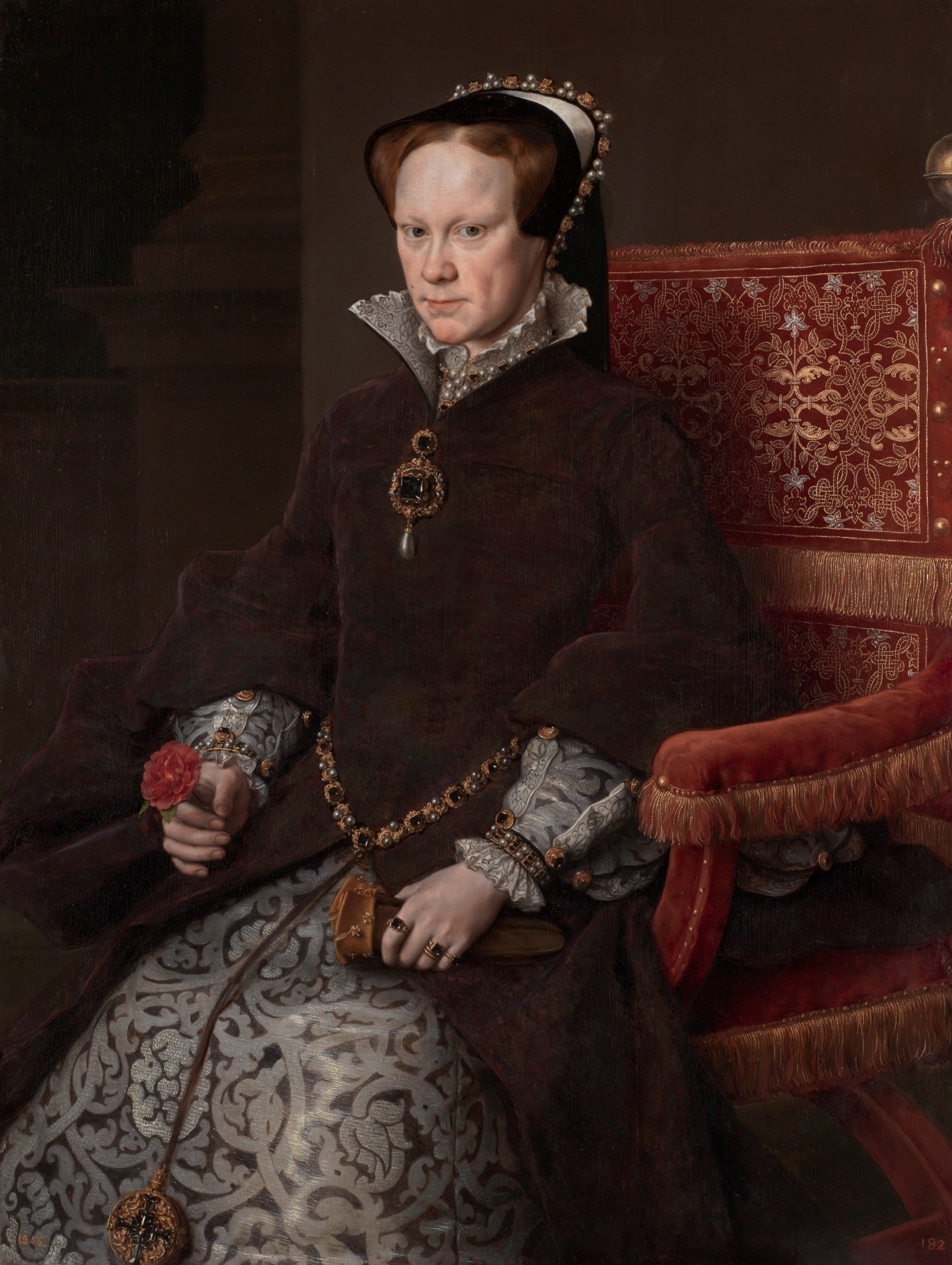
Maria I em 1554

Eduardo VI morreu em 6 de julho de 1553 aos quinze anos de idade. Seu testamento colocava de lado o Terceiro Ato de Sucessão e excluía tanto Maria quanto Isabel da sucessão, declarando como herdeira, ao invés disso, Joana Grey, neta de Maria, Duquesa de Suffolk, irmã de Henrique VIII. Joana foi proclamada rainha pelo Conselho Privado, porém ela logo perdeu o apoio e foi deposta em nove dias. Maria entrou triunfantemente em Londres com Isabel ao seu lado.
As demonstrações de solidariedade entre as irmãs duraram pouco. A católica devota Maria, estava determinada em esmagar a fé protestante em que Isabel havia sido educada, ordenando que todos comparecessem às missas católicas; Isabel tinha que obedecer. A popularidade inicial de Maria logo desapareceu em 1554, quando anunciou planos para se casar com o espanhol Filipe, Príncipe das Astúrias, um católico e filho do imperador Carlos V. O descontentamento rapidamente cresceu pelo país e muitos olhavam para Isabel como o centro da oposição religiosa.
A Rebelião de Wyatt estourou entre janeiro e fevereiro de 1554, porém foi logo suprimida. Isabel foi levada à corte e interrogada sobre seu papel, sendo aprisionada em 18 de março, na Torre de Londres. Ela fervorosamente declarou sua inocência. Apesar de ser improvável que ela tenha tramado junto aos rebeldes, sabe-se que alguns deles a abordaram. Simão Renard, embaixador de Carlos e confidente próximo de Maria, afirmou que o trono dela nunca estaria seguro enquanto Isabel vivesse, com o chanceler Estêvão Gardiner trabalhando para colocá-la sob julgamento. Os apoiadores de Isabel dentro do governo, incluindo Guilherme Paget, 1.º Barão Paget, convenceram a rainha a poupar sua irmã na falta de evidências conclusivas. Ao invés disso, Isabel foi levada da Torre a Woodstock, passando quase um ano em prisão domiciliar sob a supervisão de sir Henrique Bedingfeld. Multidões a aclamaram no caminho.

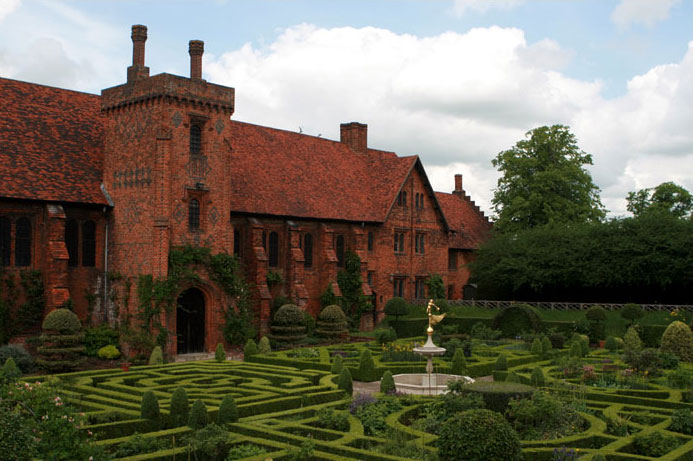
O Velho Palácio da Casa Hatfield, onde Isabel viveu sua ascensão

Isabel foi chamada de volta à corte em 17 de abril de 1555 para comparecer aos estágios finais da aparente gravidez de Maria. Se a irmã e o filho morressem, Isabel tornaria-se rainha. Por outro lado, se Maria desse à luz uma criança saudável, suas chances de ascender ao trono muito diminuiriam. Quando ficou claro que Maria não estava grávida, ninguém mais acreditava que ela seria capaz de produzir um herdeiro. Assim, a sucessão de Isabel parecia garantida.
Filipe ascendeu ao trono espanhol em 1556 como Filipe II, reconhecendo a nova realidade política e cultivando sua cunhada. Ela era uma melhor aliada que a principal alternativa, a rainha Maria da Escócia, que havia crescido na França e estava prometida a Francisco, Delfim da França. Quando Maria adoeceu em 1558, ele enviou Gómez Suárez de Figueroa e Córdoba, 1.º Duque de Feria, para consultar com Isabel. A entrevista ocorreu na Casa Hatfield, onde tinha voltado a viver em outubro de 1555. Ela já estava fazendo planos para seu governo por volta de outubro de 1558. A rainha acabou reconhecendo a meia-irmã como sua herdeira em 6 de novembro. Maria morreu em 17 de novembro de 1558 e Isabel ascendeu ao trono.

## Ascensão

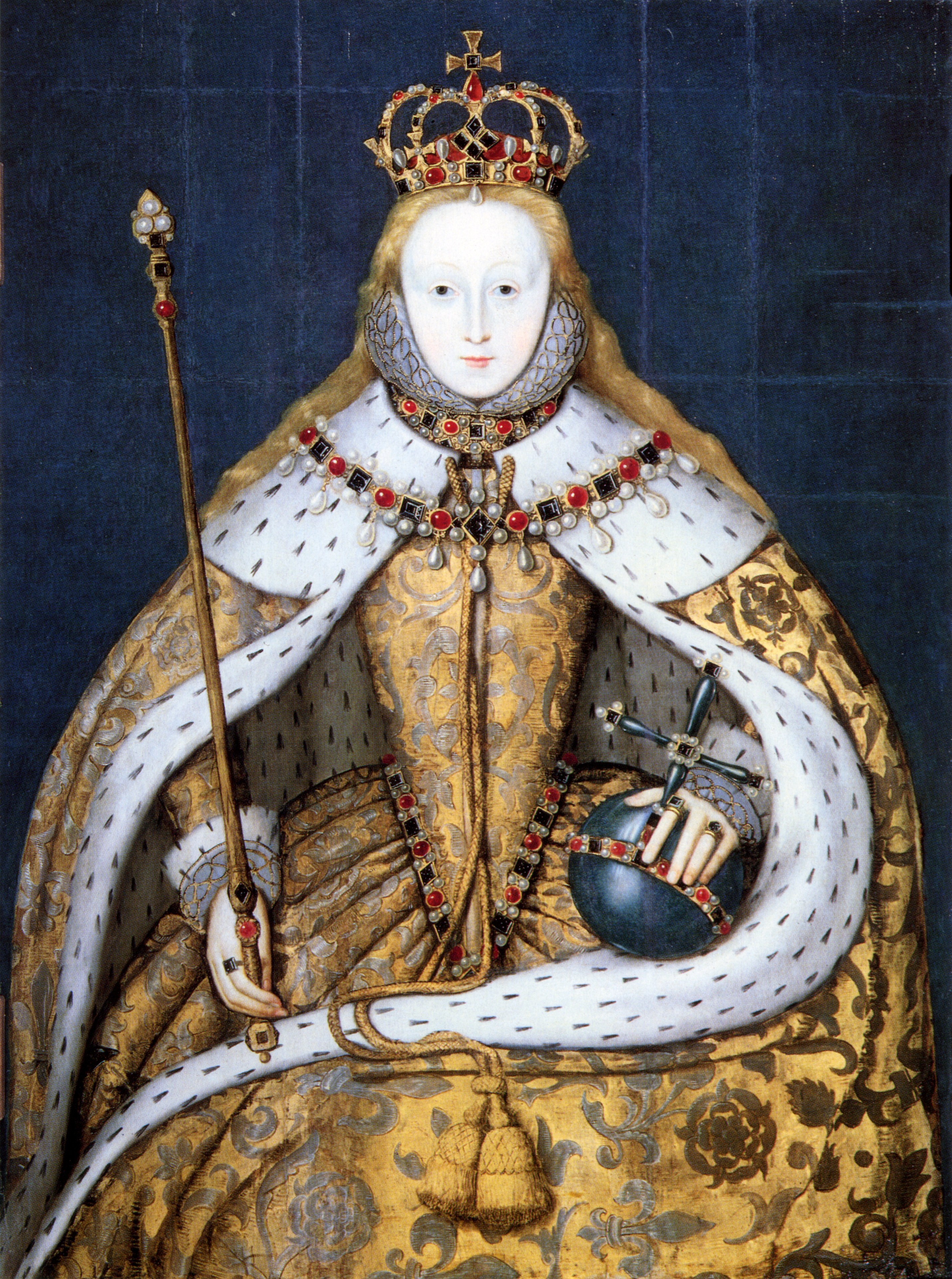
Isabel em trajes de coroação

Isabel tornou-se rainha aos 25 anos de idade e declarou suas intenções a seu conselho e outros pariatos que haviam ido para a Casa Hatfield jurar lealdade. O discurso contém o primeiro relato de sua adoção da teologia política medieval dos "dois corpos" do soberano: o corpo natural e o corpo político.
| “ | Meus senhores, a lei da natureza faz-me lamentar por minha irmã; o fardo que caiu em cima de mim me deixa espantada, e mesmo assim, considerando que sou uma criatura de Deus, ordenada a obedecer Sua nomeação, vou dessa maneira render-me, desejando do fundo do meu coração que possa ter a assistência de Sua graça para ser meu ministro de Sua vontade divina no cargo agora comprometido a mim. E como sou apenas um único corpo naturalmente concebido, embora por Sua permissão de um corpo político para governar, assim desejo a todos ... que me ajudem, que eu com meu governo e vós com seu serviço possamos prestar bom serviço a Deus Todo Poderoso e deixarmos algum conforto em nossa posteridade na terra. Pretendo tomar todas as minhas ações por bons conselhos e consultas. | ” |

Ela foi recebida calorosamente por cidadãos e saudada por orações e desfiles, a maioria em forte protestantismo, enquanto progredia por Londres triunfantemente na véspera de sua cerimônia de coroação. As repostas graciosas e abertas de Isabel encantaram os espectadores, que estavam "maravilhosamente arrebatados". No dia seguinte, 15 de janeiro de 1559, Ela foi coroada e ungida na Abadia de Westminster por Owen Oglethorpe, o católico Bispo de Carlisle. Isabel então foi apresentada à aceitação de seu povo, em meio aos sons ensurdecedores de órgãos, pífaros, trombetas, tambores e sinos.

## Resolução religiosa
As convicções religiosas pessoais de Isabel foram muito discutidas por historiadores. Era protestante, porém mantinha símbolos católicos como o crucifixo e diminuía o papel dos sermões, indo contra a crença protestante.
Ela e seus conselheiros viam a ameaça de uma cruzada católica contra a Inglaterra. Isabel assim procurou uma solução protestante que não ofenderia muito os católicos enquanto ao mesmo tempo atendia os anseios dos protestantes ingleses; entretanto, não tolerava os puritanos mais radicais, que pressionavam por reformas drásticas.  Assim, o parlamento começou a legislar em 1559 uma igreja baseada na resolução protestante de Eduardo VI, com o monarca como chefe, mas com elementos católicos como vestimentas sacerdotais.
A Câmara dos Comuns apoiava fortemente as propostas, porém o projeto de lei da supremacia encontrou oposição na Câmara dos Lordes, particularmente dos bispos. Isabel teve a sorte de que muitos bispados na época estavam vagos, incluindo o arcebispado da Cantuária.  Isso permitiu que apoiadores dentre os pariatos tivessem mais votos que os bispos e pariatos conservadores. Mesmo assim, foi forçada a aceitar o título de Governadora Suprema da Igreja de Inglaterra em vez do mais controverso Chefe Suprema, que muitos achavam inaceitável uma mulher portar.  Aprovou-se o novo Ato de Supremacia em 8 de maio de 1559.  Todos os oficiais públicos tinham de prestar juramento de lealdade a monarca como governadora suprema ou correrem o risco de perderem o cargo; revogaram-se as leis de heresia para impedir a perseguição de dissidentes que Maria praticara.  Ao mesmo tempo também aprovou-se o novo Ato da Uniformidade, que obrigava o comparecimento à igreja e o uso de uma versão adaptada do Livro de Oração Comum de 1552, apesar das penas de não-conformidade ou de não comparecimento não serem extremas.

## Casamento

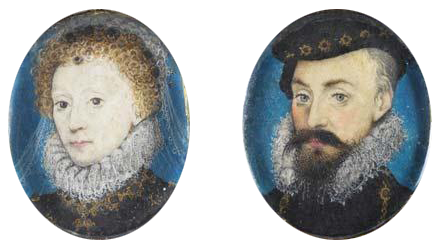
Isabel e seu favorito Roberto Dudley, 1.º Conde de Leicester, c. 1575. A amizade dos dois durou mais de trinta anos até a morte dele

Esperava-se desde o início de seu reinado que Isabel se casasse, surgindo questões sobre com quem. Ela nunca se casou, apesar de ter tido vários pretendentes; as razões para isso não são claras. Historiadores especularam que Tomás Seymour facilitou-lhe relações sexuais, ou que ela sabia ser estéril.  A rainha considerou vários pretendentes até os cinquenta anos. Sua última corte foi com o francês Francisco, Duque de Anjou, 22 anos mais novo. Apesar de correr o risco de perder o poder como sua irmã, que fazia o que Filipe II queria, o casamento oferecia a possibilidade de um herdeiro. Entretanto, a escolha de um marido poderia provocar instabilidade política ou até insurreições.

### Roberto Dudley
Ficou evidente no verão de 1559 que Isabel apaixonara-se por Roberto Dudley, seu amigo de infância.  Disse-se que sua esposa Amy Robsart sofria de uma "doença em um de seus seios", e que a rainha gostaria de se casar com Dudley se ela morresse. Vários pretendentes competiram pela mão de Isabel no outono do mesmo ano; seus impacientes interessados envolveram-se em conversas cada vez mais escandalosas e relataram que o casamento com seu favorito não era bem visto na Inglaterra: "Não há homem que não clama com indignação sobre ele e ela… ela não se casará com ninguém exceto seu favorito Roberto". Robsart morreu em setembro de 1560 ao cair de uma escada e, apesar do inquérito legista concluir por um acidente, muitos suspeitavam que Dudley arranjara a morte da esposa para poder se casar com Isabel. A rainha considerou seriamente por algum tempo se casar com Dudley. Porém, Guilherme Cecil, Nicolau Throckmorton e outros pariatos conservadores, deixaram claro sua desaprovação. Houve rumores também que a nobreza iria se revoltar caso o casamento ocorresse.
Roberto foi considerado como um possível candidato entre outros pretendentes para a rainha por quase uma década. Isabel tinha muito ciúmes, mesmo depois de não mais pretender casar-se com ele. Ela lhe criou o título de Conde de Leicester em 1564. Dudley finalmente se casou outra vez em 1578 e a rainha respondeu com repetidas cenas de descontentamento e um ódio vitalício contra sua nova esposa, Letícia Knollys. Dudley mesmo assim "permaneceu no centro da vida emocional" de Isabel. Ele morreu pouco depois da derrota da Invencível Armada. Foi encontrada uma carta dele entre os pertences pessoais de Isabel após a morte da rainha, marcada como "sua última carta" com a letra dela.

### Pretendentes estrangeiros

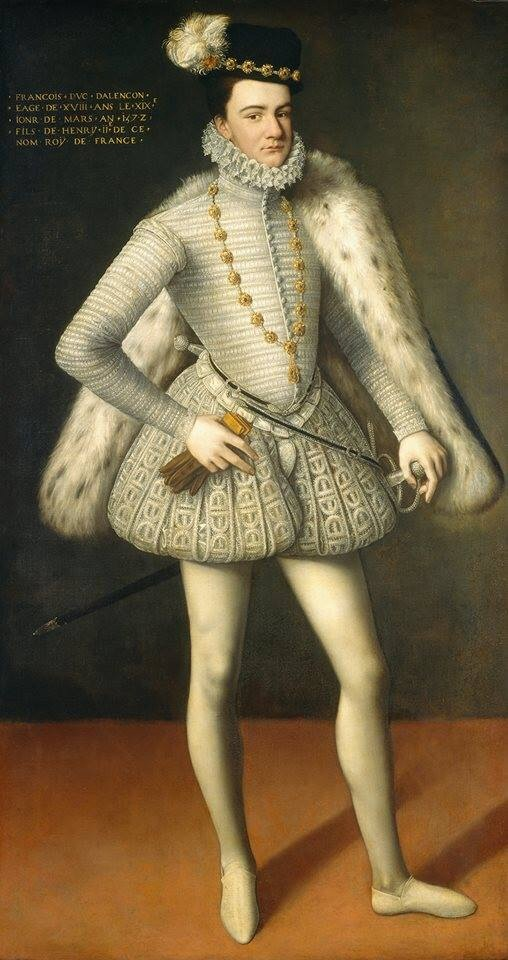
Francisco, Duque de Anjou. Isabel o chamava de "sapo" e achava que não era "tão deformado" quanto foi levada a esperar

As negociações de casamento eram parte de um importante elemento da política internacional de Isabel. Ela recusou a mão de Filipe II no início de 1559, porém contemplou por anos a proposta do rei Érico XIV da Suécia. Ela também negociou seriamente por muitos anos casar-se com o arquiduque Carlos II da Áustria, primo de Filipe. As relações com os Habsburgo deterioraram-se por volta de 1569, e a rainha considerou se casar com dois príncipes franceses de Valois, primeiro Henrique, Duque de Anjou, e mais tarde seu irmão Francisco, Duque de Anjou, entre 1572 e 1581. A última proposta estava ligada a uma possível aliança contra a Espanha pelo controle dos Países Baixos do Sul. Isabel parece ter considerado seriamente o cortejo por algum tempo, e usava um brinco em formato de sapo que Francisco havia lhe enviado.
Isabel disse a um enviado imperial em 1563: "Se eu seguir a inclinação de minha natureza, será esta: mulher pedinte e solteira ao invés de rainha e casada". Mais tarde no mesmo ano, depois dela contrair varíola, a questão da sucessão passou a ser muito debatida no parlamento. Eles imploraram para que a rainha se casasse ou nomeasse um herdeiro para impedir uma guerra civil após sua morte. Isabel recusou-se a fazer as duas coisas. Ela suspendeu o parlamento em abril, e não o reconvocou até precisar aumentar os impostos em 1566. Tendo prometido anteriormente que se casaria, Isabel declarou ao incontrolável parlamento:
| “ | Nunca quebrarei a palavra de um príncipe dita em espaço público, pelo bem de minha honra. E, portanto, eu digo novamente: casarei-me assim que puder convenientemente, se Deus não levar embora quem eu pretendo casar-me, ou eu mesma, ou então alguma coisa grande deixe acontecer. | ” |

Algumas das principais figuras do governo começaram aceitar, em particular por volta de 1570, que Isabel nunca se casaria ou nomearia um herdeiro. Guilherme Cecil já estava procurando soluções para o problema de sucessão.  Foi frequentemente acusada de irresponsabilidade por nunca ter casado.  Entretanto, seu silêncio fortaleceu sua própria segurança política: Isabel sabia que estaria vulnerável a um golpe se nomeasse um herdeiro; lembrava como "uma segunda pessoa, como fui" fora foco de tramas contra sua predecessora.

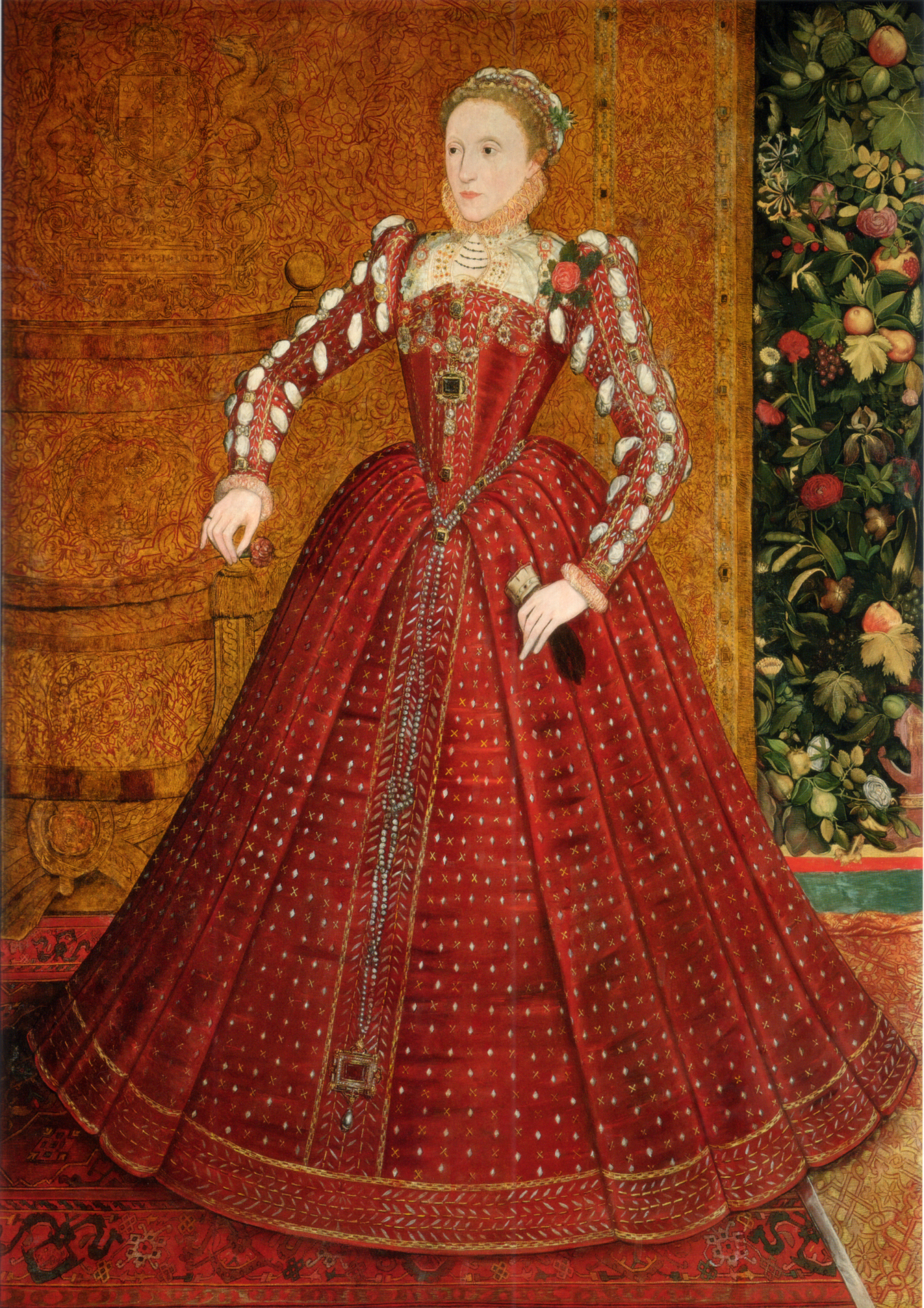
Isabel c. 1563. O mais antigo retrato de corpo inteiro da rainha feito antes do surgimento dos simbolismos representando a iconografia da "Rainha Virgem"

O fato de Isabel não ter se casado inspirou um culto de virgindade. Era representada na poesia e literatura como uma virgem, uma deusa ou ambas, não como uma mulher normal.  Apenas Isabel inicialmente fez de sua virgindade uma virtude: declarou na Câmara dos Comuns em 1559 que "No final, será para mim suficiente, que uma pedra de mármore deverá declarar que uma rainha, tendo reinado por um tempo, viveu e morreu virgem".  Posteriormente, poetas e escritores adotaram o tema e o transformaram numa iconografia que exaltava a rainha. Tributos públicos a ela em 1578 agiam como uma asserção de oposição codificada contra as negociações de casamento de Isabel com Francisco, Duque de Anjou.
Isabel, dando um aspecto positivo à sua situação conjugal, insistiu ser casada com seu reino e súditos, sob proteção divina.  Declarou em 1599: "todos os meus maridos, meu bom povo".

## Maria da Escócia
A política inicial de Isabel com a Escócia foi a de se opor à presença francesa. Ela temia que os franceses planejassem invadir a Inglaterra e colocar no trono a rainha Maria da Escócia, considerada por muitos como herdeira da coroa inglesa. Isabel foi persuadida a enviar uma força para a Escócia ajudar os rebeldes protestantes; apesar da campanha ter sido inepta, o resultante Tratado de Edimburgo de julho de 1560 retirou a ameaça francesa no norte. A Escócia tinha uma estabelecida igreja protestante e um governo formado por um conselho de nobres protestantes apoiados por Isabel quando Maria voltou para o reino em 1561 para reassumir seu poder. Ela recusou-se a ratificar o tratado.
Isabel propôs em 1563 que Roberto Dudley, seu próprio pretendente, se casasse com Maria, sem antes falar com nenhum dos dois envolvidos. Ambos não ficaram interessados e ela acabou se casando dois anos depois com Henrique Stuart, Lorde Darnley, que tinha sua própria reivindicação ao trono inglês. O casamento foi o primeiro de uma série de erros de julgamento que Maria cometeu e que acabaram dando a vitória para os protestantes escoceses e Isabel. Stuart rapidamente ficou impopular e depois infame por participar do assassinato de David Rizzio, secretário italiano de sua esposa. Ele mesmo acabou sendo morto em fevereiro de 1567 por conspiradores quase certamente liderados por Jaime Hepburn, 4.º Conde de Bothwell. Pouco tempo depois, em maio, Maria se casou com Hepburn e levantou suspeitas que havia participado do assassinato do marido. Isabel escreveu a ela:
| “ | Como pôde fazer pior escolha para a sua honra do que na pressa que teve em casar-se com tal sujeito que, além de outros notórios defeitos, foi acusado em praça pública do assassinato do seu falecido marido, além de alguma culpa também lhe tocar, apesar de acreditarmos que essa parte seja falsa. | ” |

Esses eventos rapidamente levaram a derrota de Maria e seu aprisionamento no Castelo de Lochleven. Os lordes escoceses forçaram sua abdicação em favor do filho Jaime, que havia nascido em junho de 1566. O novo rei foi levado ao Castelo de Stirling para ser criado como protestante. Maria escapou de Loch Leven em 1568, porém fugiu para a Inglaterra depois de uma nova derrota, onde haviam lhe garantido que teria apoio de Isabel. O primeiro instinto de Isabel foi de restaurar a outra monarca, entretanto ela e o conselho decidiram jogar seguro. Ao invés de arriscarem-se a levar Maria de volta a Escócia com um exército inglês ou enviá-la a França para seus inimigos católicos, foi decidido mantê-la na Inglaterra onde ficou aprisionada pelos dezenove anos seguintes.

### Maria e a causa católica

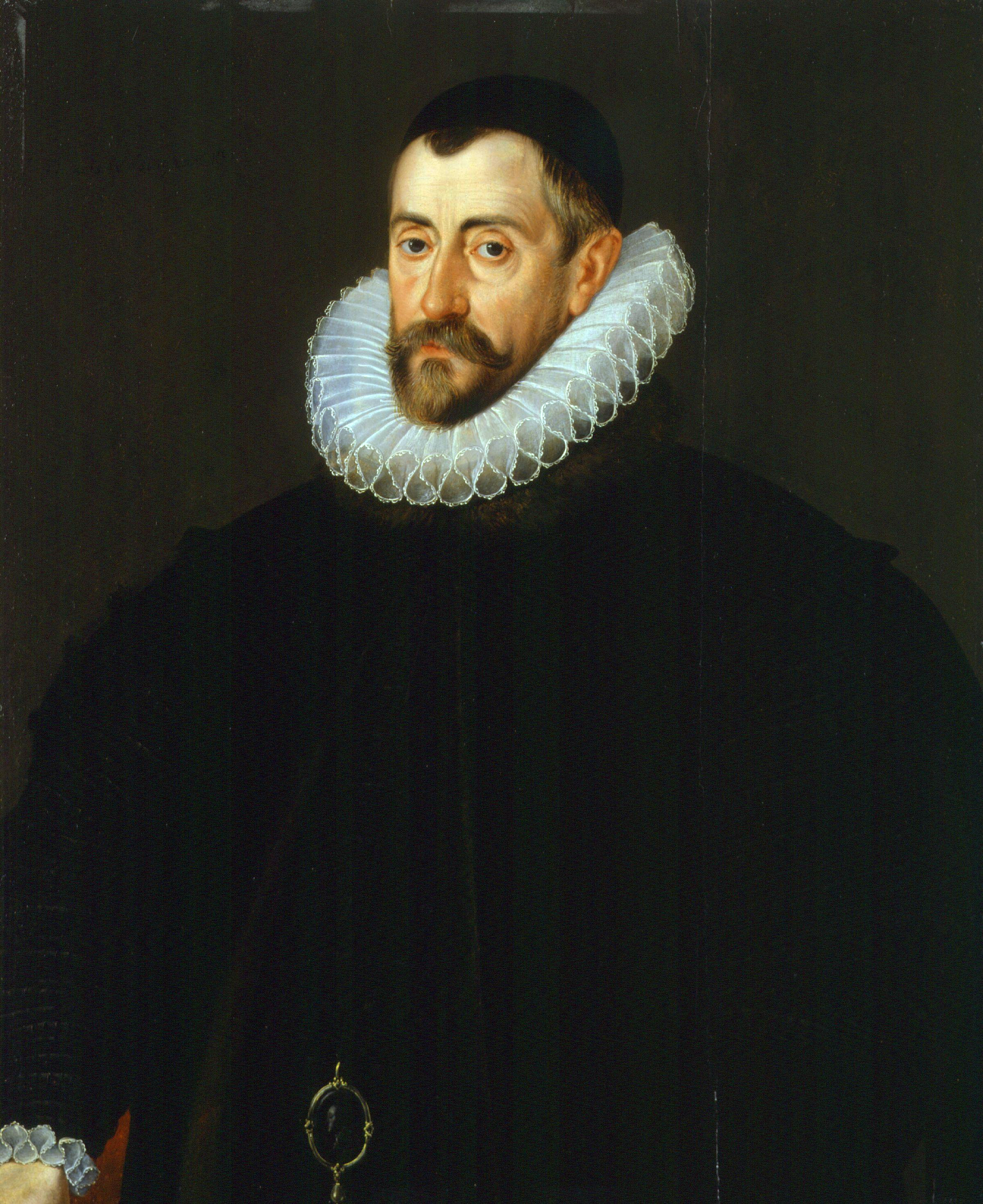
Sir Francisco Walsingham c. 1585

Maria logo foi o foco de uma rebelião. Houve um grande levante católico no Norte em 1569; o objetivo era libertar Maria, casá-la com Tomás Howard, 4.º Duque de Norfolk, e colocá-la no trono inglês. Mais de 750 rebeldes foram executados sob as ordens de Isabel após sua derrota. Acreditando que a revolta havia sido bem sucedida, o Papa Pio V emitiu em 1570 uma bula papal chamada Regnans in Excelsis em que declarava "Isabel, a pretensa Rainha da Inglaterra e servente de crime" excomungada e herética, liberando todos seus súditos de qualquer lealdade a ela. Católicos que obedecessem suas ordens estavam ameaçados com excomungação. A bula papal provocou respostas legislativas contra católicos no parlamento, que acabaram mitigadas pela intervenção de Isabel. A conversão de ingleses para o catolicismo com "o intuito" de remover sua lealdade da rainha foi transformada em alta traição em 1581, punível com pena de morte. Padres missionários vindos de seminários continentais foram para a Inglaterra secretamente a partir da década de 1570 para causar a "reconversão". Muitos foram executados, criando um culto de martírio.
Regnans in Excelsis deu aos católicos ingleses uma forte iniciativa para verem Maria como sua verdadeira soberana. Maria talvez não tenha adquirido conhecimento de todas as tramas católicas para colocá-la no trono da Inglaterra, porém da Conspiração de Ridolfi de 1571 (que fez com que Howard fosse decapitado) até a Conspiração de Babington de 1586, sir Francisco Walsingham, mestre espião de Isabel, e o conselho sutilmente reuniram um caso contra ela. Isabel inicialmente resistiu aos pedidos de execução de Maria. No final de 1586 ela foi persuadida a autorizar seu julgamento e execução sob as evidências de cartas escritas durante a Conspiração de Babington. A proclamação de Isabel da sentença anunciava que "a dita Maria, pretendendo o título da mesma Coroa, tinha cercado-se e imaginado-se dentro do mesmo reino diversas coisas com a intenção de ferir, matar e destruir nossa pessoa real". Maria acabou sendo decapitada em 8 de fevereiro de 1587 no Castelo de Fotheringhay, Northamptonshire. Após a execução, Isabel afirmou nunca tê-la ordenado e a maioria dos relatos conta que ela pediu ao secretário Guilherme Davison, quem lhe trouxe o mandato, para não enviar o documento mesmo estando assinado. A sinceridade do remorso da rainha e seus motivos para pedir a Davison não executar o mandato foram questionados por historiadores contemporâneos e posteriores.

## Guerras e comércio estrangeiro

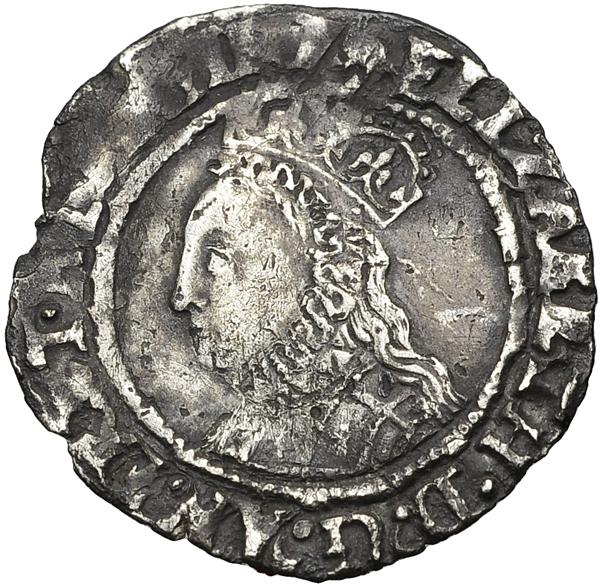
Moeda meia-groat de Isabel

A política internacional de Isabel foi principalmente defensiva. A exceção foi a ocupação inglesa de Le Havre de outubro de 1562 a junho de 1563, que terminou em fracasso quando seus aliados huguenote juntaram-se aos católicos para retomar a cidade. A intenção da rainha era trocar Le Havre por Calais, retomada pela França em janeiro de 1558. Isabel procurou políticas agressivas apenas através das atividades de suas frotas. Isso acabou tendo bons resultados na guerra contra a Espanha, lutada 80% nos mares. Ela fez de Francis Drake um cavaleiro após sua circum-navegação entre 1577 e 1580, e ele acabou ganhando fama por ataques a portos e frotas espanholas. Um elemento de pirataria e auto-enriquecimento motivava os marinheiros, sob os quais Isabel tinha pouco controle.

### Expedição aos Países Baixos
Isabel evitou expedições continentais depois da ocupação e perda de Le Havre até 1585, quando enviou um exército inglês para ajudar rebeldes protestantes holandeses contra Filipe II. Isso ocorreu após as mortes de seus aliados Guilherme I, Príncipe de Orange, e Francisco, Duque de Anjou, ambos em 1584, junto com a conquista de várias cidades holandesas por Alexandre Farnésio, Duque de Parma e Placência, governador dos Países Baixos do Sul. Uma aliança em dezembro de 1584 entre Filipe e a Liga Católica francesa minou a capacidade de Henrique III de França, irmão de Francisco, de conter a dominação espanhola dos Países Baixos. Isso também expandiu a influência espanhola ao longo do Canal da Mancha na costa da França, onde a Liga Católica era forte, expondo a Inglaterra a uma invasão. O cerco de Antuérpia no verão de 1585 por Farnésio fez necessária uma reação por parte dos ingleses e holandeses. O resultado foi o Tratado de Nonsuch, em que Isabel prometia apoio militar aos holandeses.

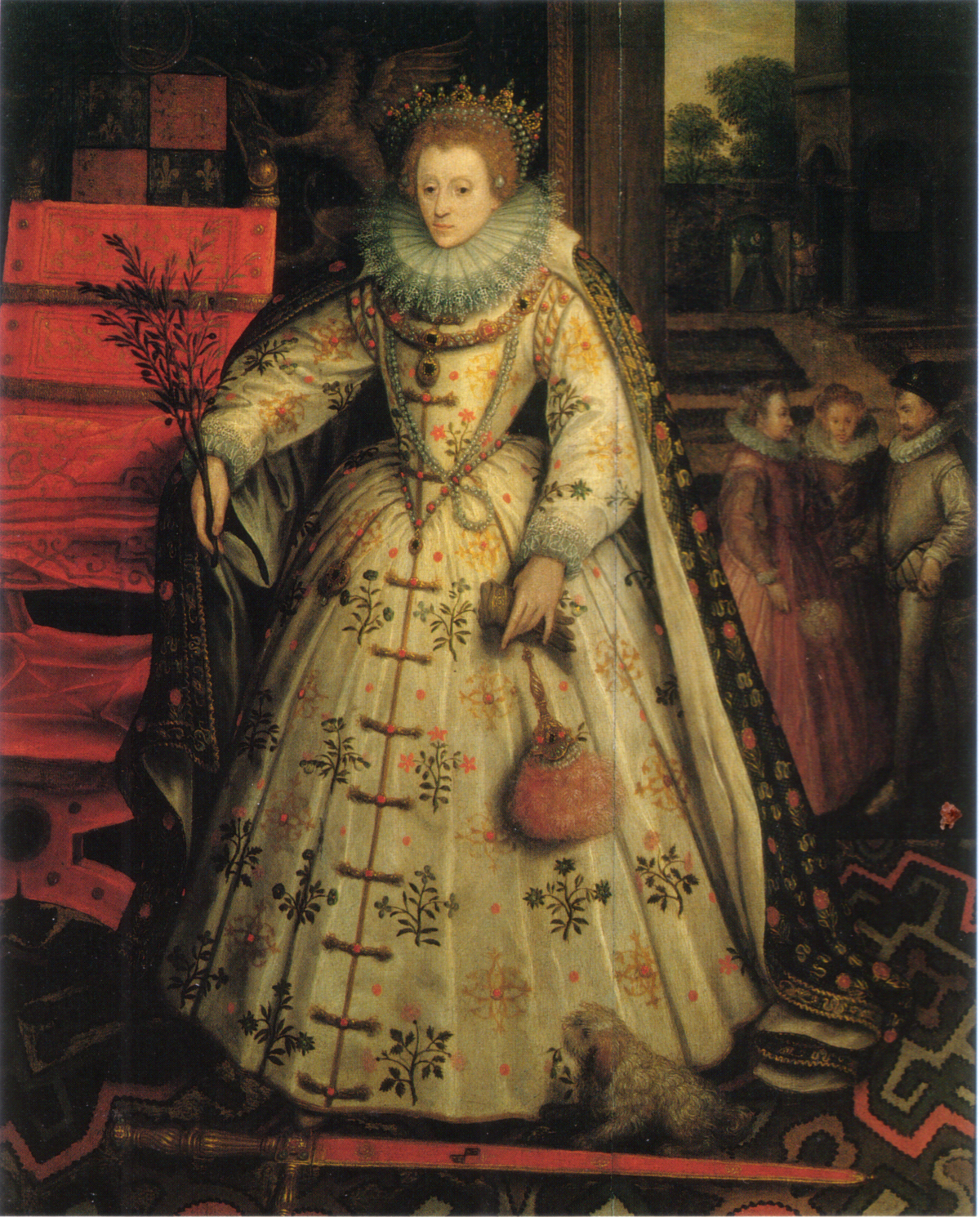
Isabel c. 1580–1585

A expedição foi liderada por Roberto Dudley, Conde de Leicester. Desde o início Isabel não apoio muito esse curso de ação. Sua estratégia era apoiar os holandeses com um exército inglês enquanto secretamente negociava a paz com a Espanha dias antes da chegada de Dudley, porém necessariamente entrava em conflito com a estratégia do conde, quem os holandeses queriam e era esperado para lutar ativamente em uma campanha. A rainha queria "evitar a todos os custos qualquer ação decisiva contra o inimigo". Ele irritou Isabel ao aceitar o cargo de Governador Geral oferecido pelos Estados Gerais. Ela viu isso como uma tentativa holandesa de fazê-la aceitar a soberania sobre os Países Baixos, que até então ela tinha recusado. Isabel escreveu a Dudley:
| “ | Nunca poderíamos ter imaginado (se não tivéssemos tido a experiência) que um homem criado por nós e extraordinariamente favorecido por nós, acima de qualquer outro súdito desta terra, poderia ser tão desprezível em espécie e quebrado nosso mandamento em uma causa que nos toca com tanta honra ... E portanto o nosso espresso prazer e comando é que, colocadas de lado todos os atrasos e desculpas, você fará atualmente sobre o dever de obedecer a sua lealdade e cumprir tudo o que o portador deste Estatuto Social deverá direcioná-lo para fazer em nosso nome. Do qual você não falhará, como você vai responder pelo contrário no maior risco. | ” |

O "comando" de Isabel era que seu emissário lesse suas cartas de desaprovação em público diante do Conselho de Estado holandês e com Dudley presente. Essa humilhação pública de seu "tenente general" junto com suas conversas de paz em separado com a Espanha minaram irreversivelmente sua posição entre os holandeses. A campanha militar foi repetidas vezes prejudicada pelas várias recusas da rainha de enviar os fundos prometidos para os soldados famintos. Sua falta de vontade de comprometer-se à causa, as deficiências de Dudley como político e líder militar e a situação caótica da política holandesa foram as razões do fracasso da campanha.

### Invencível Armada
Enquanto isso, sir Francis Drake realizou entre 1585 e 1586 uma grande viagem contra navios e portos espanhóis no Caribe, conseguindo atacar Cádis em 1587 e destruindo a frota espanhola de navios de guerra destinada para a Empreitada da Inglaterra. Filipe havia decidido fazer guerra contra os ingleses.

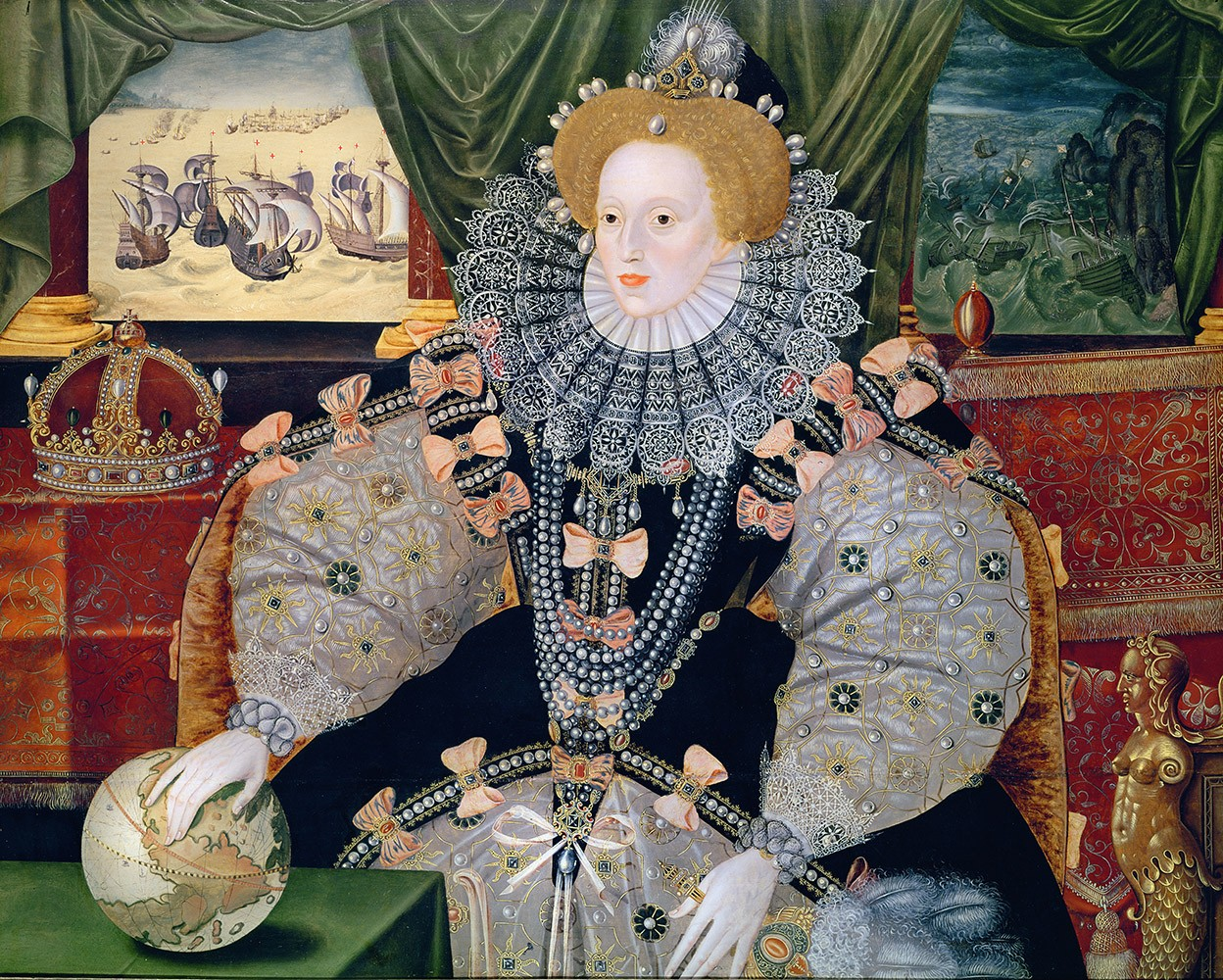
Retrato de 1588 de Isabel para comemorar a derrota da Invencível Armada, representada ao fundo. A mão da rainha está sobre um globo, simbolizando seu poder internacional

A Invencível Armada, uma grande frota de navios, partiu para o Canal da Mancha em 12 de julho de 1588 planejando levar uma força de invasão espanhola sob comando de Alexandre Farnésio, Duque de Parma e Placência, para a costa sul da Inglaterra a partir dos Países Baixos. Uma combinação de erros de cálculo, má sorte e um ataque inglês com navios de fogo em 29 de julho perto de Gravelines acabou dispersando os navios espanhóis para o nordeste e a Armada acabou sendo derrotada. Ela voltou para a Espanha em restos despedaçados, após enormes perdas ao oeste da costa da Irlanda (alguns navios tentaram voltar para casa através do Mar do Norte, virando para o sul depois da costa irlandesa). Milícias inglesas, sem saber do destino da Armada, reuniram-se para defender o reino sob o comando de Roberto Dudley. Ele convidou Isabel para inspecionar as tropas em Tilbury, Essex, no dia 8 de agosto. Usando uma armadura peitoral de prata sobre um vestido de veludo branco, ela dirigiu-se aos homens em um de seus discursos mais famosos:
| “ | Meu amado povo, fomos persuadidos por alguns que se preocupam com nossa segurança, para termos cuidado com a forma como nos empenhamos em armar multidões por medo de traição; porém garanto-vos, não desejo viver para desconfiar de meu fiel e amado povo ... sei que tenho apenas o corpo de uma mulher fraca é débil, porém tenho o coração e estômago de um rei, e também de um Rei da Inglaterra, e desprezo que Parma ou a Espanha, ou qualquer outro Príncipe da Europa ouse invadir as fronteiras de meu reino. | ” |

A nação comemorou quando não houve nenhuma invasão. A procissão de Isabel para um serviço de ação de graças na Catedral de São Paulo rivalizou em espetáculo com aquela ocorrida em sua coroação. A derrota da Armada foi também uma enorme vitória em propaganda, tanto para a rainha quanto para a Inglaterra protestante. Os ingleses consideraram o ocorrido como um símbolo da preferência divina e a inviolabilidade da nação sob uma rainha virgem. Entretanto, a vitória não foi um ponto de virada na guerra, que prosseguiu e frequentemente favorecia a Espanha. Os espanhóis ainda controlavam os Países Baixos e a ameaça de uma invasão continuou. Sir Valter Raleigh afirmou após a morte de Isabel que a precaução dela impediu a guerra contra a Espanha:
| “ | Se a falecida rainha tivesse confiado em seus homens de guerra como fez com seus escribas, teríamos em sua época derrotado aquele grande império em pedaços e feito seus reis em figas e laranjas como nos velhos tempos. Porém sua Majestade fez tudo pela metade, e por invasões mesquinhas ensinou o Espanhol como se defender, e ver suas próprias fraquezas. | ” |

Apesar de alguns historiadores terem criticado Isabel por razões semelhantes, o veredito de Raleigh foi frequentemente considerado como injusto. A rainha tinha bons motivos para não confiar em seus comandantes, que uma vez em ação tendiam "a serem transportados com um tamento de vanglória", como ela mesma colocou.

### Apoio a Henrique IV de França

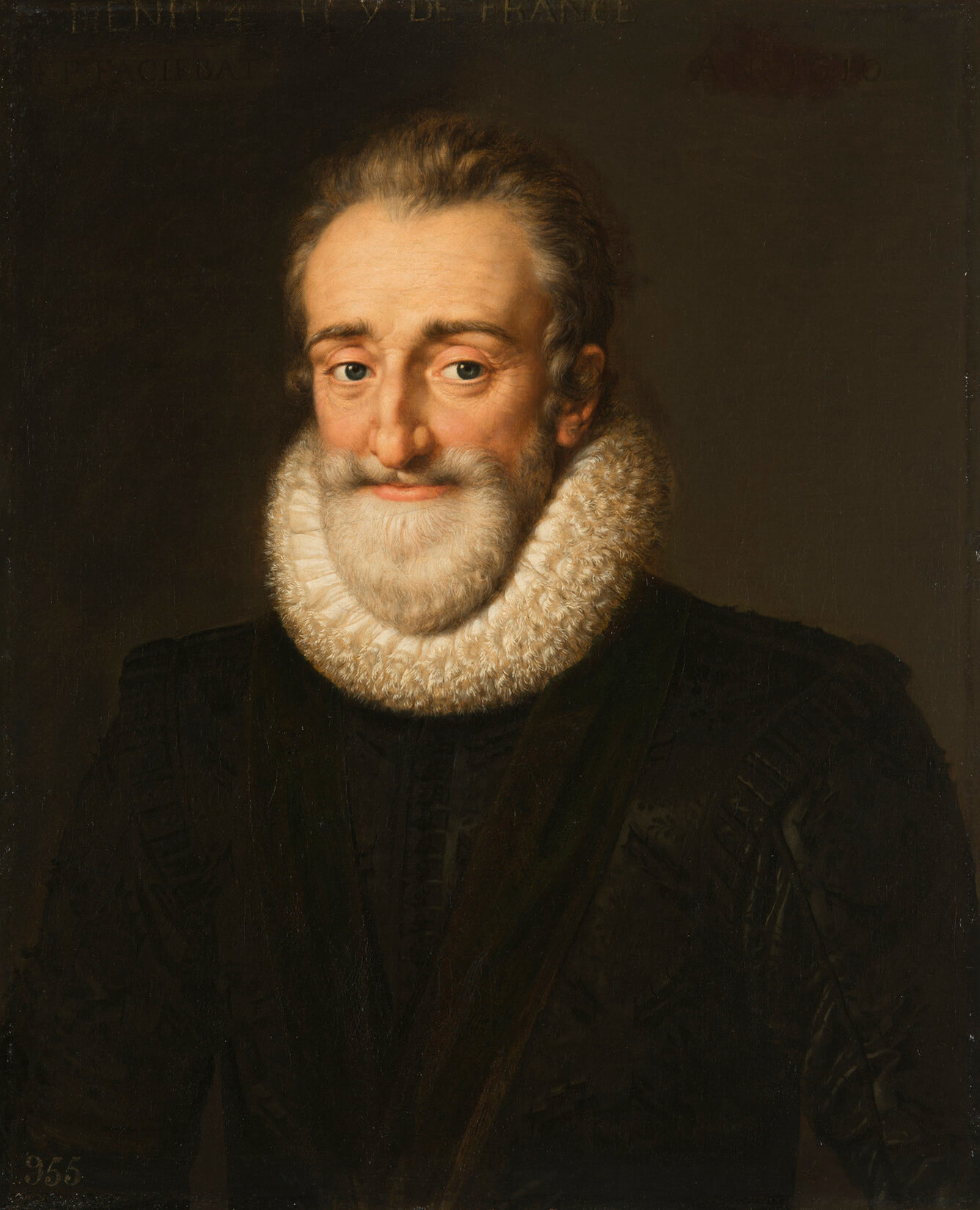
Henrique III & IV

Quando o protestante Henrique III de Navarra herdou o trono da França em 1589, Isabel lhe enviou apoio militar. Foi sua primeira empreitada no país desde a retirada de Le Havre em 1563. A ascensão de Henrique foi muito contestada pela Liga Católica e por Filipe, com Isabel temendo que os espanhóis tomassem os portos franceses ao longo do canal. Entretanto, as campanhas seguintes da Inglaterra em território francês foram desorganizadas e ineficientes Lorde Peregrine Bertie, 13.º Barão Willoughby de Eresby, ignorou as ordens da rainha e marchou para o norte da França com quatro mil homens, porém acabou realizando muito pouco. Ele recuou em desordem em dezembro de 1589, perdendo metade de suas tropas. A campanha de João Norreys em 1591 levou três mil homens a Bretanha, terminando em um desastre ainda maior. Isabel não queria investir em suprimentos e reforços como seus comandantes pediam por causa de tais expedições. Norreys foi para Londres pedir apoio a rainha pessoalmente. O exército da Liga Católica praticamente destruiu em maio de 1591 o restante de seu exército em Craon, noroeste da França, durante sua ausência. Isabel enviou outra força em julho sob o comando de Roberto Devereux, 2.º Conde de Essex, para ajudar Henrique no cerco a Ruão. O resultado foi outro desastre. Devereux não conseguiu realizar nada e voltou em janeiro de 1592. Henrique abandonou o cerco em abril seguinte. Como sempre, a rainha não tinha controle sobre seus comandantes uma vez que eles estivessem no exterior. "Onde ele está, ou o que ele faz, ou o que ele fará", ela escreveu a Devereux, "somos ignorantes".

### Irlanda
Apesar da Irlanda ser um de seus reinos, Isabel enfrentava em certos lugares uma população hostil e até mesmo autônoma que aderia ao catolicismo e estava disposta a desafiar sua autoridade e conspirar com seus inimigos. Sua política na região era entregar terras a seus cortesãos e impedir que os rebeldes dessem a Espanha uma base de onde pudesse atacar a Inglaterra. As forças da coroa utilizaram táticas de terra arrasada contra uma série de levantes, queimando a terra e chacinando homens, mulheres e crianças. Durante uma revolta liderada por Geraldo FitzGerald, 15.º Conde de Desmond, em Munster em 1582, por volta de trinta mil irlandeses morreram de fome. O poeta e colono Edmund Spenser escreveu que as vítimas "foram levadas a tal miséria como que qualquer coração de pedra teria lamentado o mesmo". Isabel aconselhou seus comandantes que "aquela nação rude e bárbara" fosse bem tratada, porém não demonstrou remorso quando a força e derramamento de sangue foram necessários.
Isabel enfrentou seu teste mais severo na Irlanda entre 1594 e 1603 durante a Guerra dos Nove Anos, uma guerra que aconteceu no ponto alto das hostilidades contra a Espanha, que apoiava o líder rebelde Hugo O'Neill, 2.º Conde de Tyrone. Isabel enviou Roberto Devereux na primavera de 1599 para acabar com a revolta. Ele fez pouco progresso e voltou para a Inglaterra contra suas ordens, para a frustração da rainha. Devereux foi substituído por Carlos Blount, 8.º Barão Mountjoy, que precisou de três anos para derrotar os rebeldes. O'Neill finalmente se rendeu em 1603, alguns dias após a morte de Isabel.

### Rússia

Ivã IV mostra seus tesouros ao embaixador inglês

Isabel continuou a manter as relações diplomáticas que Eduardo VI havia estabelecido com o Czarado da Rússia. Ela frenquentemente escrevia ao imperador Ivã IV em termos amigáveis, apesar dele ficar frequentemente irritado por seu foco em comércio ao invés de uma possível aliança militar. Ivã até a pediu em casamento, também pedindo garantias durante a segunda metade do reinado de Isabel que recebesse asilo na Inglaterra caso seu reinado fosse colocado em risco. Seu simplório filho Teodoro I o sucedeu depois de sua morte. Diferentemente do pai, o novo imperador não queria manter direitos exclusivos de comércio com a Inglaterra. Ele declarou seu reino aberto a todos os estrangeiros, dispensando o embaixador inglês sir Jerônimo Bowes, cuja pomposidade havia sido tolerada por Ivã. Isabel enviou o dr. Giles Fletcher como novo embaixador para exigir que o regente Bóris Godunov convencesse Teodoro a reconsiderar. As negociações falharam pois Fletcher omitiu dois títulos ao dirigir-se a ele. A rainha continuou a falar com Teodoro em cartas meio suplicantes e meio reprovatórias. Ela propôs uma aliança, algo que sempre recusou com Ivã, mas nada adiantou.

### Berbéria e Império Otomano

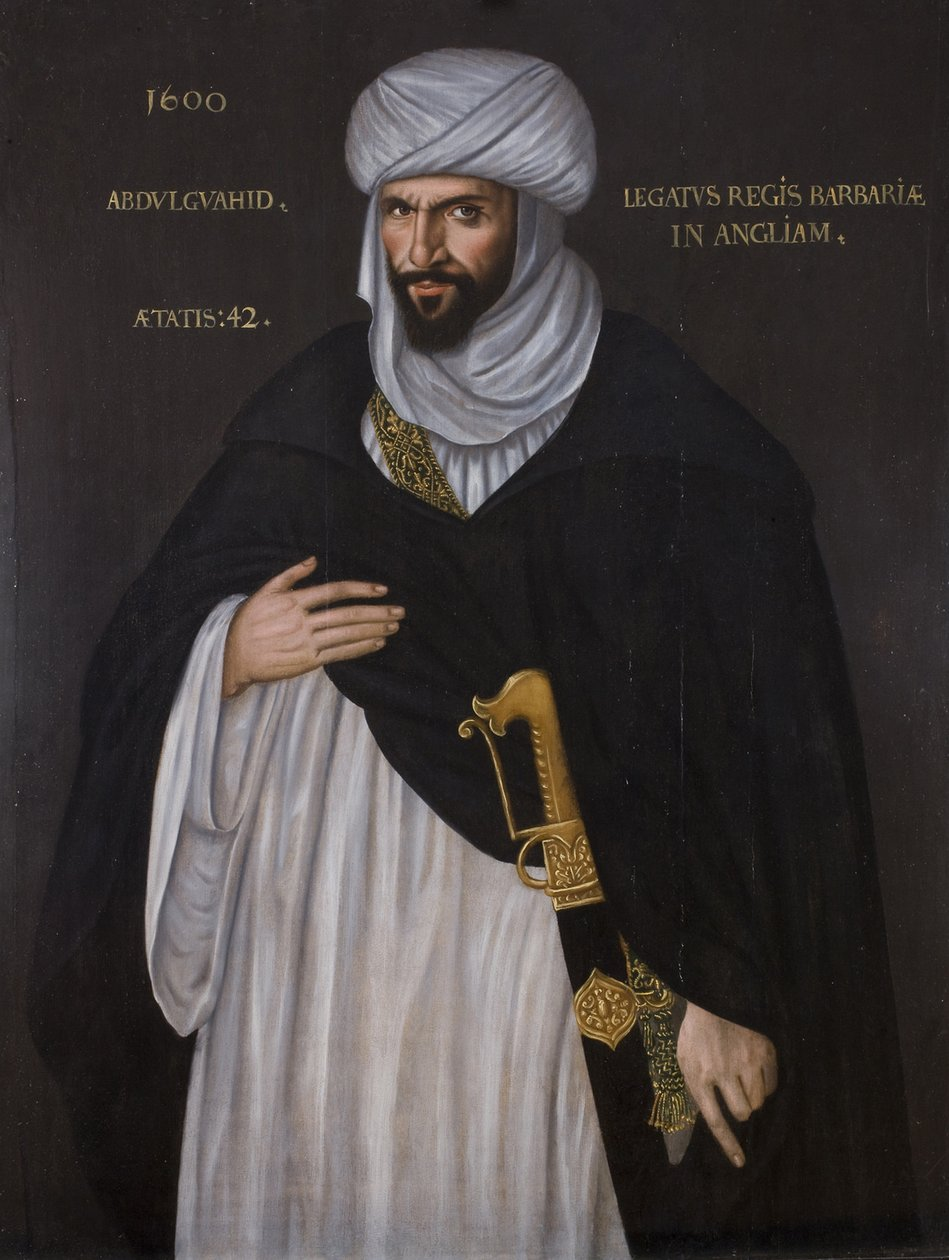
Abd el-Ouahed ben Messaoud, embaixador mouro de Berbéria

A Inglaterra desenvolveu relações diplomáticas e de comércio com Berbéria durante o reinado de Isabel. Ela estabeleceu relações de comércio com o Marrocos em oposição a Espanha, vendendo armaduras, munição, madeira e metais em troca de açúcar, mesmo com uma proibição papal. Abd el-Ouahed ben Messaoud, principal secretário de Amade Almançor Saadi do Marrocos, visitou a Inglaterra em 1600 como embaixador na corte para negociar uma aliança anglo-marroquina contra os espanhóis. Isabel "concordou em vender munições e suprimentos aos Marrocos, e ela e Mulei Amade Almançor conversaram de vez em quando sobre montarem uma operação conjunta contra os espanhóis". As discussões permaneceram inconclusivas, com os dois morrendo dois anos depois da visita de ben Messaoud.
Também foram estabelecidas relações diplomáticas com o Império Otomano através do estabelecimento da Companhia de Levante e o envio em 1578 do primeiro embaixador à Sublime Porta, Guilherme Harborne. Um tratado de comércio foi assinado pela primeira vez em 1580. Os dois países mandaram vários enviados uns ao outro e trocas epistolares ocorreram entre Isabel e o sultão Murade III. Ele expressou sua noção em uma das cartas que o islamismo e o protestantismo tinham "muito mais em comum que ambos tinham com o Catolicismo Romano, já que os dois rejeitavam a idolatria de ídolos", discutindo para uma aliança entre a Inglaterra e o Império Otomano. Os inglês exportaram estanho e chumbo (para a criação de canhões) e munição, para o desalento da Europa católica, com Isabel discutindo seriamente com Murade operações militares conjuntas durante o início da guerra contra a Espanha em 1585, já que Francisco Walsingham estava fazendo lobby para um envolvimento otomano direto contra o inimigo em comum.

## Últimos anos

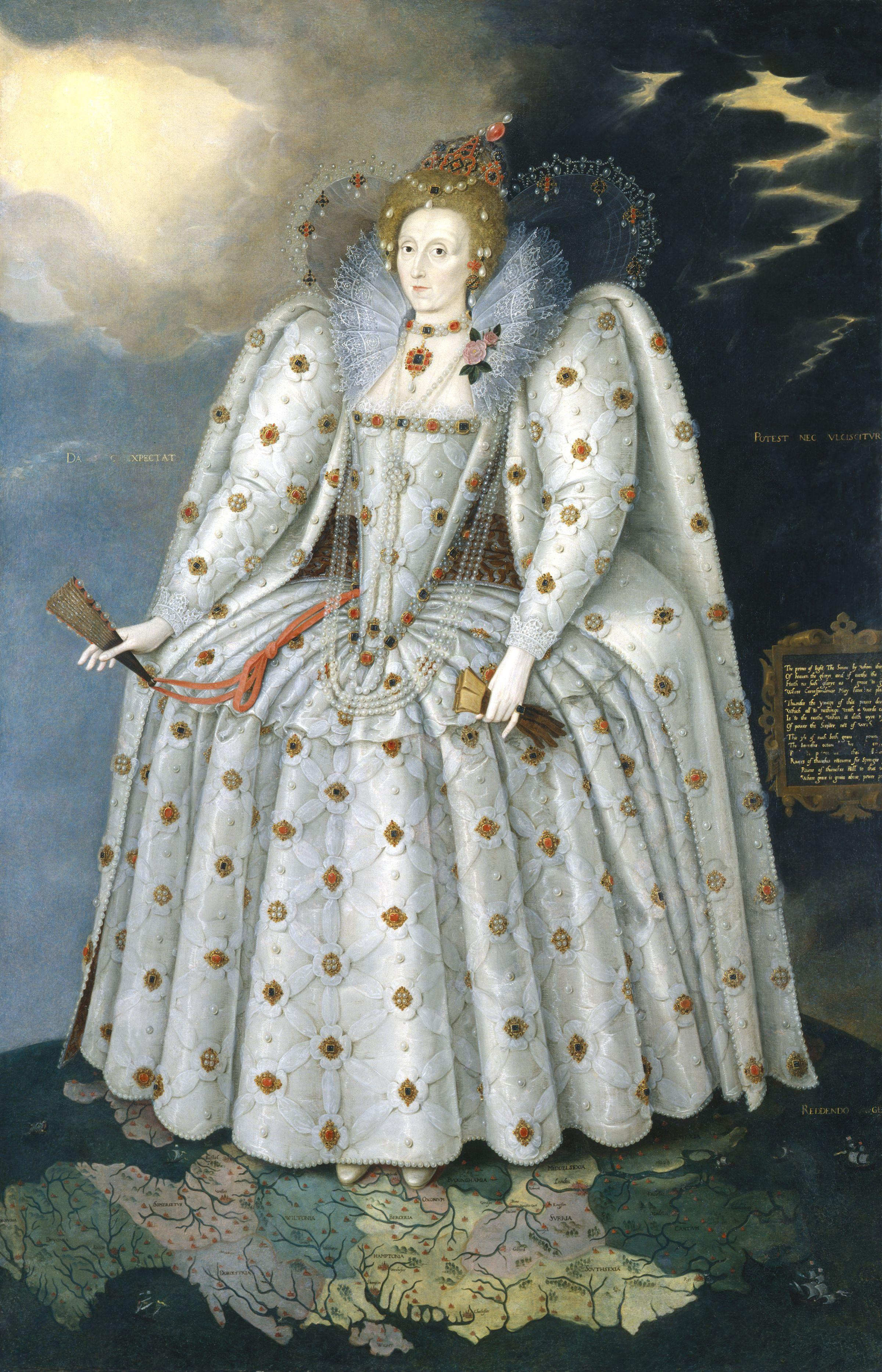
Isabel c. 1592

O período após a derrota da Invencível Armada em 1588 trouxe novas dificuldades a Isabel que duraram pelos quinze últimos anos de seu reinado. Os conflitos com a Espanha e Irlanda se arrastaram, os impostos ficaram mais pesados e a economia foi atingida por colheitas ruins e os custos das guerras. Os preços subiram e a qualidade de vida caiu. A repressão contra os católicos se intensificou nessa época, com a rainha autorizando em 1591 comissões para monitorar e interrogar chefes de família católicos. Ela dependia cada vez mais de espiões internos e propaganda para manter a ilusão de paz e prosperidade. As críticas cada vez maiores refletiam o declínio da afeição pública por Isabel em seus últimos anos.
Uma das causas para esse "segundo reinado", como é as vezes chamado, foi a mudança da personalidade do Conselho Privado na década de 1590, o órgão de governo de Isabel. Havia uma nova geração no poder. Com a exceção de Guilherme Cecil, os políticos mais importantes do reino haviam morrido por volta de 1590: Dudley em 1588, Walsingham em 1590 e sir Cristóvão Hatton em 1591. Brigas entre facções no governo, que não existiram de forma notória antes de 1590, agora eram uma característica. Surgiu uma grande rivalidade entre Devereux e Roberto Cecil, filho de Guilherme, com a disputa pelas posições mais poderosas no reino interferindo na política. A autoridade pessoal da rainha estava diminuindo, como foi demonstrado em 1594 pelo caso do dr. Lopez, seu médico. Quando ele foi erroneamente acusado de traição por Devereux em uma disputa pessoal, Isabel não conseguiu impedir sua execução, mesmo tendo ficado brava por sua prisão e aparentando não ter acreditado que ele era culpado.
Isabel passou a depender da concessão de monopólios durante os últimos anos de seu reinado; era um sistema de patronagem de custo zero ao invés de pedir ao parlamento mais subsídios em tempos de guerra. A prática logo levou à fixação de preços, o enriquecimento de cortesãos aos custos públicos e grande indignação. Isso culminou em 1601 com uma agitação na Câmara dos Comuns. Em seu famoso "Discurso Dourado" de 30 de novembro de 1601 no Palácio de Whitehall para 140 membros, Isabel professou sua ignorância dos abusos e conquistou os presentes com promessas a o apelo usual às emoções:
| “ | Quem mantém sua soberana do lapso do erro, em que, por ignorância e não pela intenção que podem ter recaído, o agradecimento que merecem, sabemos, por vós podem imaginar. E como há nada mais caro a nós que a conservação dos corações de nossos súditos, o que é uma dúvida imerecida que poderíamos ter incorrido se os abusadores da nossa liberalidade, os ameaçadores de nosso povo, os espremedores dos pobres, não tivessem sido nos avisado!. | ” |

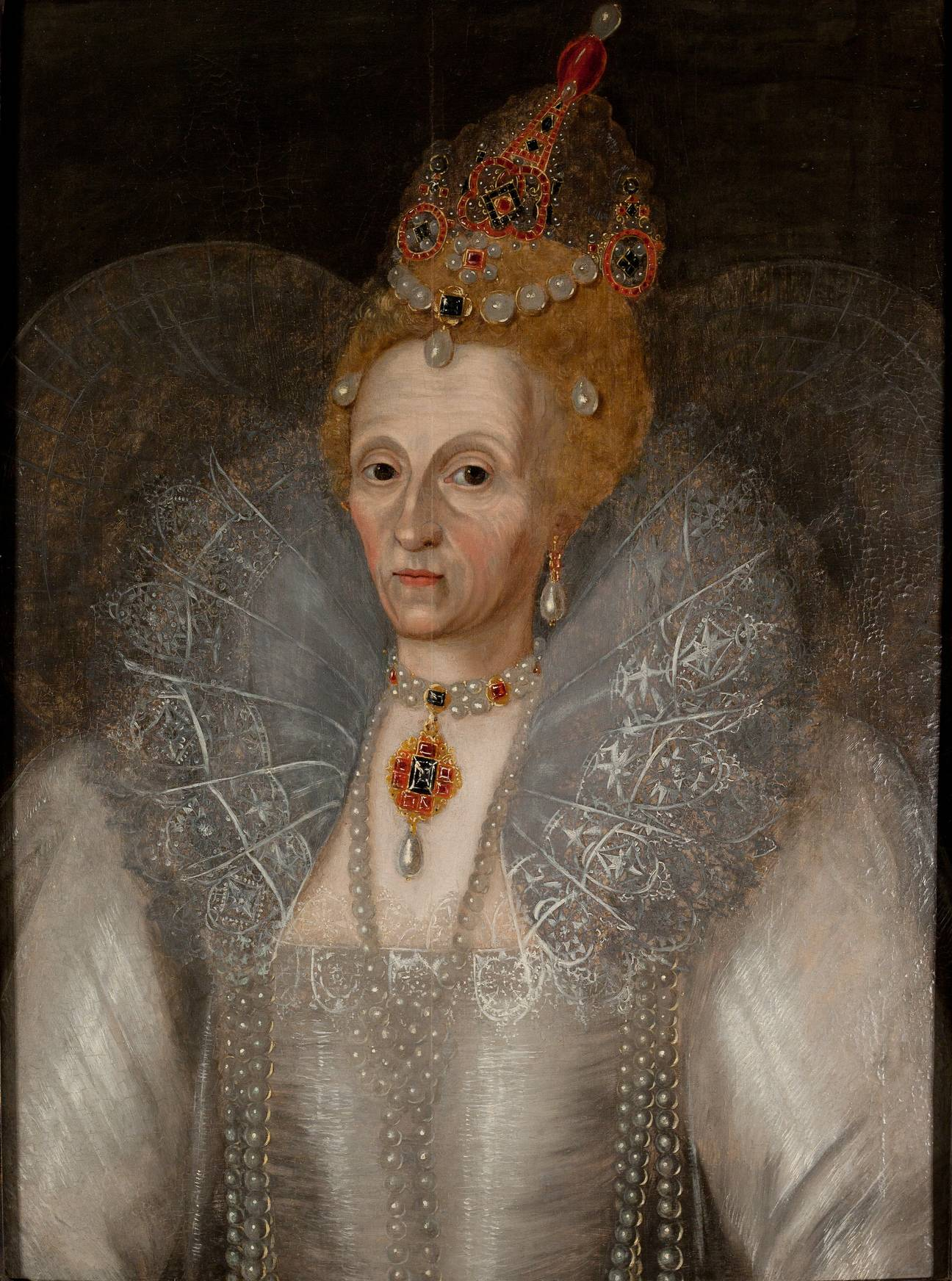
Isabel c. 1595

Entretanto, esse mesmo período de incerteza política produziu um florescimento literário insuperável na Inglaterra. Os primeiros sinais de um novo movimento literário apareceram ao final da segunda década do reinado de Isabel, com Euphues de John Lyly e The Shepheardes Calender de Edmund Spenser em 1578. Alguns grandes nomes da literatura inglesa entraram em sua maturidade durante a década de 1590, incluindo William Shakespeare e Christopher Marlowe. O teatro inglês alcançou seu auge nesse período e no Período Jacobino que seguiu-se. A noção de um grande Período Isabelino depende muito dos construtores, dramaturgos, poetas e músicos que estavam em atividade no reinado de Isabel. Deviam pouco diretamente à rainha, que nunca foi uma grande patrona das artes.
A imagem de Isabel mudou gradualmente enquanto envelhecia. Ela foi retratada como Belphoebe e Astreia, e também como Gloriana, a eternamente jovem Rainha das Fadas do poema de Spenser, após a derrota da Invencível Armada. Seus retratos deixaram de ser realistas e passaram a ser um conjunto de ícones enigmáticos que a faziam parecer muito mais jovem que era. Na realidade, sua pele havia sido marcada e 1562 pela varíola, a deixando meia careca e dependente de perucas e cosméticos. Sir Valter Raleigh a chamou de "uma senhora cujo tempo ultrapassou". Entretanto, enquanto mais diminuía sua beleza, mais seus cortesãos a elogiavam.
Isabel gostava de representar o papel, porém é possível que ela passou a acreditar em sua própria interpretação na última década de sua vida. Ela se afeiçoou e ficou indulgente ao charmoso e petulante Roberto Devereux, que era sobrinho de Dudley e tomava certas liberdades com ela que acabavam sendo perdoadas. Isabel repetidas vezes o nomeou para cargos militares apesar de seu histórico cada vez maior de irresponsabilidade. A rainha o colocou em prisão domiciliar depois de desertar em 1599 de seu comando na Irlanda, tirando seus monopólios no ano seguinte. Devereux tentou armar uma rebelião em Londres em fevereiro de 1601 com a intenção de tomar posse de Isabel, porém não conseguiu reunir apoio e foi executado no dia 25 do mesmo mês. A rainha sabia que seus próprios erros de julgamento eram em parte responsáveis pelos acontecimentos. Como um observador relatou em 1602, "Seu prazer é sentar-se no escuro, e por vezes derramar lágrimas para lamentar Essex".

## Morte

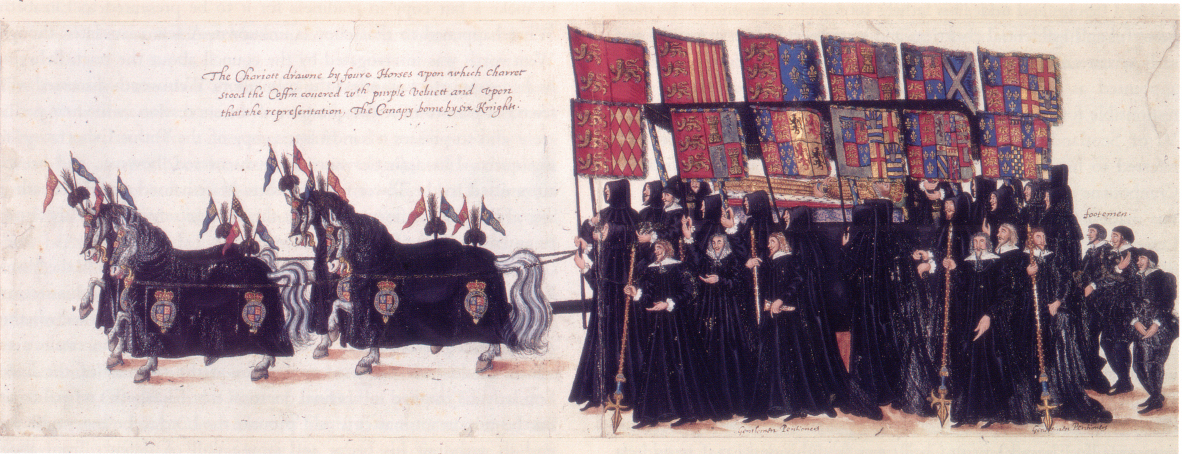
Cortejo fúnebre de Isabel, com os estandartes de seus antecessores reais

Guilherme Cecil, 1.º Barão Burghley, o principal conselheiro de Isabel, morreu em 4 de agosto de 1598. Seu manto político foi passado ao filho Roberto Cecil, que logo tornou-se o líder do governo. Uma das tarefas que ele tomou conta foi preparar o caminho para uma sucessão tranquila. Cecil foi obrigado a trabalhar em segredo já que Isabel nunca nomeou um sucessor. Assim ele entrou em correspondências codificadas com o rei Jaime VI da Escócia, que tinha uma reivindicação forte mas não reconhecida. Cecil aconselhou o impaciente rei escocês a ser gentil com Isabel e "assegurar o coração da mais elevada, para cujo sexo e qualidade nada é assim inadequado quer como admoestações desnecessárias ou sobre muita curiosidade em suas próprias ações". O conselho funcionou. O tom de Jaime encantou a rainha, que respondeu: "Então confio que vós não duvidará que tuas últimas cartas são tão aceitas e tomadas como meus agradecimentos que não faltam à mesma, mas oferecei-los a vós de maneira grata". Na visão do historiador J. E. Neale, Isabel pode não ter abertamente declarado seus desejos a Jaime, porém os fez conhecidos por meio de "frases inconfundíveis, senão veladas".

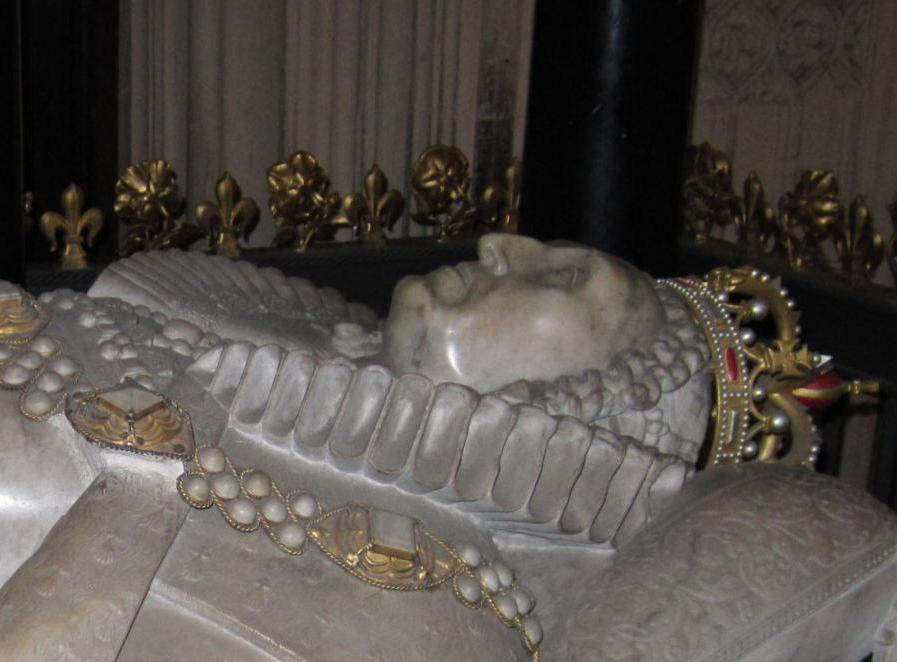
Efígie de Isabel em sua tumba na Abadia de Westminster

A saúde da rainha permaneceu boa até o outono de 1602, quando uma série de mortes entre seus amigos a colocaram em uma grande depressão. A morte de Catherine Carey, Condessa de Nottingham e sobrinha de sua amiga Catarina Carey, em fevereiro de 1603 a atingiu severamente. Isabel adoeceu no mês seguinte e permaneceu em uma "melancolia assentada e irremovível". Isabel morreu no dia 24 de março de 1603 no Palácio de Richmond entre às 2h e 3h da madrugada. Cecil e o conselho colocaram seus planos em movimento algumas horas depois e proclamaram Jaime VI da Escócia como Jaime I da Inglaterra.
O caixão de Isabel foi carregado pelo rio Tâmisa em uma barca com tochas durante a noite até o Palácio de Whitehall. Seu funeral ocorreu no dia 28 de abril, com o caixão sendo levado até a Abadia de Westminster em um carro fúnebre puxado por quatro cavalos decorados com veludo preto. Nas palavras do crônico John Stow:
| “ | Westminster estava sobrecarregada com multidões de todos os tipos de pessoas em suas ruas, casas, janelas, pistas e sarjetas, que sairam para ver o funeral, e quando eles viram a sua estátua deitada sobre o caixão, houve tal suspiro, gemino e choro como nunca tenha se visto ou conhecido na história do homem. | ” |

Isabel foi enterrada na Abadia de Westminster ao lado de sua meia-irmã Maria. A inscrição em latim da tumba, Regno consortes & urna, hic obdormimus Elizabetha et Maria sorores, in spe resurrectionis, se traduz para "Consortes em reino e tumba, aqui dormimos, Isabel e Maria, irmãs, na esperança de ressurreição".

## Legado e memória

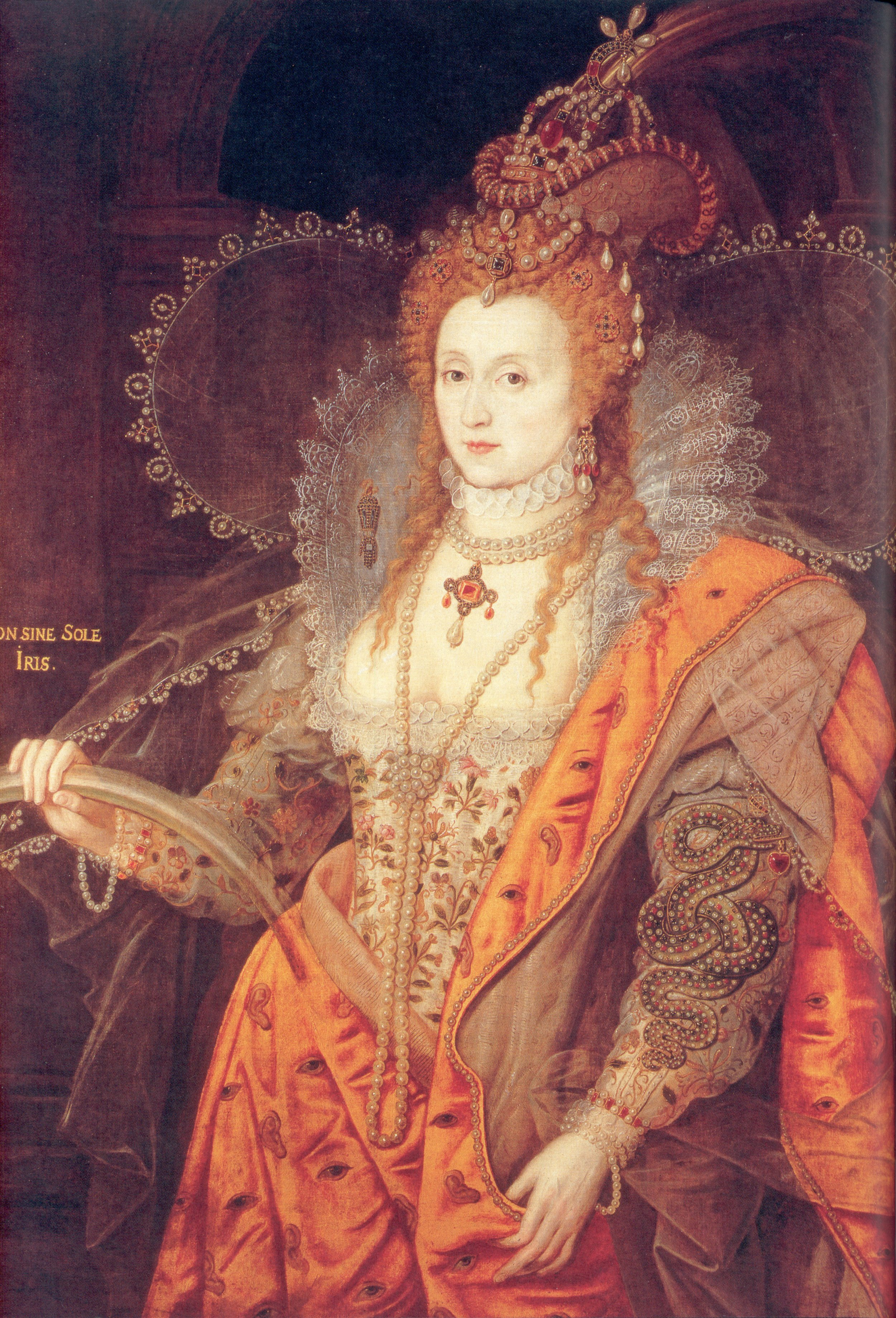
Isabel c. 1600, uma representação alegórica da rainha, que tornou-se atemporal em sua velhice

Isabel foi lamentada por muitos de seus súditos, porém outros ficaram aliviados por sua morte. As expectativas para Jaime começaram altas porém caíram, então por volta da década de 1620 houve um reavivamento nostálgico do culto a Isabel. Ela foi louvada como uma heroína da causa protestante e governante de uma era de ouro. Jaime era representado como um simpatizante católico que presidia sobre uma corte corrupta. A imagem triunfalista que Isabel cultivou ao final de seu reinado, contra um fundo de dificuldades econômicas, faccionalistas e militares, foi tomada como se realidade fosse e sua reputação foi inflada. Godofredo Goodman, Bispo de Gloucester, lembra: "Quando tivemos a experiência de um governo escocês, a Rainha parecia reviver. Então sua memória foi muito ampliada. Seu reinado foi idealizado em uma época que a coroa, igreja e parlamento trabalhavam em equilíbrio constitucional.
A imagem de Isabel retratada por seus admiradores protestantes no início do século XVII mostrou-se duradoura e influente. Sua memória também foi reavivada durante a Guerras Napoleônicas, quando a nação encontrou-se novamente a beira de uma invasão. Na Era Vitoriana, a lenda Isabelina foi adaptada para a ideologia imperial da época, e no meio do século XX ela era um símbolo romântico da resistência nacional contra uma ameaça estrangeira. Alguns historiadores do período como J. E. Neale e A. L. Rowse interpretaram seu reino como uma época de ouro do progresso. Neale e Rowse também idealizaram a rainha pessoalmente: ela sempre fez tudo corretamente; seus traços mais desagradáveis foram ignorados ou explicados como sinais de estresse.

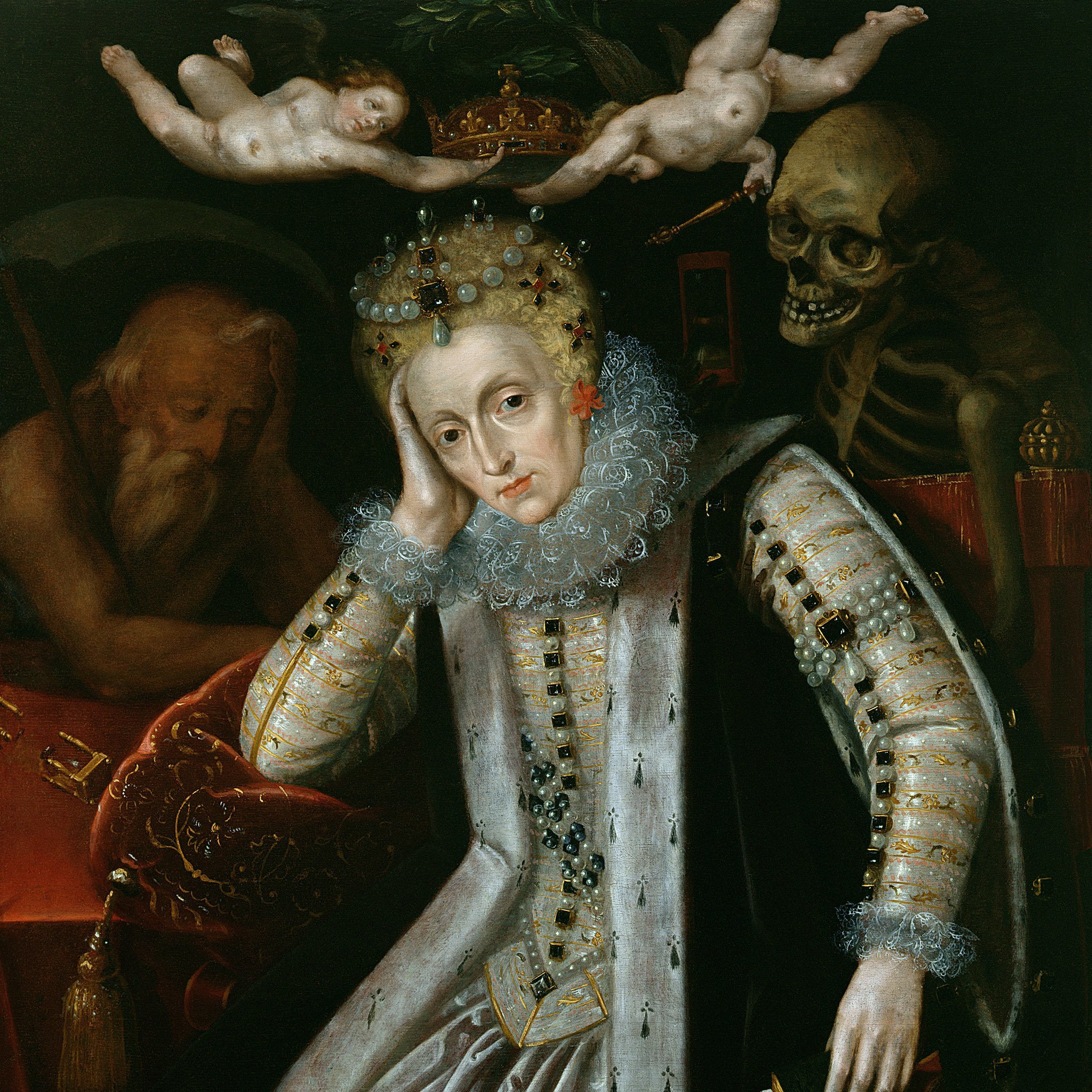
Isabel após 1620, durante o primeiro reavivamento de interesse em seu reinado. Tempo dorme à sua direita e Morte olha sobre seu ombro esquerdo; dois putti seguram a coroa sobre sua cabeça

Entretanto, historiadores recentes assumiram uma visão mais complicada de Isabel. Seu reinado é mais famoso pela derrota da Invencível Armada e por ataques bem sucedidos contra os espanhóis, como aqueles em Cádiz em 1587 e 1596, porém alguns historiadores salientam fracassos militares tanto em terra quanto no mar. As forças de Isabel acabaram prevalecendo na Irlanda, porém suas táticas sujaram o registro. Ela é mais frequentemente considerada como cautelosa em questões estrangeiras ao invés de uma corajosa defensora das nações protestantes contra a Espanha e os Habsburgo. Isabel ofereceu apenas apoio bem limitado a protestantes estrangeiros e não conseguiu prover fundos suficientes para seus comandantes fazerem a diferença internacionalmente.
Isabel estabeleceu uma igreja inglesa que ajudou a moldar uma identidade nacional que permanece até hoje. Aqueles que posteriormente a elogiaram como heroína protestante negligenciaram o fato dela ter se recusado a abandonar todas as práticas de origem católica na Igreja Anglicana. Historiadores perceberam que os protestantes fervorosos da época consideravam o Ato de Resolução e Uniformidade de 1559 como um compromisso. Na realidade, a rainha acreditava que a fé era pessoal e não queria "criar janelas nos corações e pensamentos secretos dos homens", como Francis Bacon colocou.
Apesar de Isabel ter seguido uma política internacional defensiva, seu reinado valorizou a Inglaterra no estrangeiro. "Ela é apenas uma mulher, apenas a senhora de meia ilha", afirmou o Papa Sisto V, "e mesmo assim se faz temida pela Espanha, pela França, pelo Império, por todos!". Sob Isabel, a nação ganhou uma nova autoconfiança e senso de soberania, uma cristandade fragmentada. A rainha foi a primeira Tudor a perceber que o monarca governa por consenso popular. Assim ela sempre trabalhou com o parlamento e conselheiros em quem confiava para lhe dizerem a verdade – uma forma de governo que seus sucessores Stuart falharam em seguir. Alguns historiadores a chamaram de sortuda. Isabel acreditava que Deus a estava protegendo. Orgulhando-se de ser "meramente inglesa", ela confiava em Deus, em conselhos honestos e no amor de seus súditos para governar. Em oração, agradeceu:
| “ | [Em uma época] que guerras e sedições com cruéis perseguições contrariaram todos os reis e países ao meu redor, meu reinado foi pacífico, e meu reino um receptáculo a tua aflita Igreja. O amor de meu povo parece ser firme, e frustrados os dispositivos de meus inimigos. | ” |

## Árvore genealógica
|                |                |                |                | Tomás Bolena   | Tomás Bolena   | Tomás Bolena | Tomás Bolena | Tomás Bolena   | Tomás Bolena   |                |                | Isabel Howard  | Isabel Howard  | Isabel Howard | Isabel Howard | Isabel Howard | Isabel Howard |          |          |          |          |  |  |         |         |         |         |               |               |               |               |               |               |            |            |            |            |  |  | Henrique VII       | Henrique VII       | Henrique VII       | Henrique VII       | Henrique VII        | Henrique VII       |           |           | Isabel de Iorque               | Isabel de Iorque               | Isabel de Iorque               | Isabel de Iorque               | Isabel de Iorque               | Isabel de Iorque               |  |  |                   |                   |                   |                   |                   |                   |  |  |  |  |  |  |  |  |  |  |  |  |  |  |  |  |  |  |  |  |  |  |  |  |  |  |  |  |  |  |  |  |  |  |  |  |  |  |  |  |  |  |  |  |  |  |  |  |
|                |                |                |                | Tomás Bolena   | Tomás Bolena   | Tomás Bolena | Tomás Bolena | Tomás Bolena   | Tomás Bolena   |                |                | Isabel Howard  | Isabel Howard  | Isabel Howard | Isabel Howard | Isabel Howard | Isabel Howard |          |          |          |          |  |  |         |         |         |         |               |               |               |               |               |               |            |            |            |            |  |  | Henrique VII       | Henrique VII       | Henrique VII       | Henrique VII       | Henrique VII        | Henrique VII       |           |           | Isabel de Iorque               | Isabel de Iorque               | Isabel de Iorque               | Isabel de Iorque               | Isabel de Iorque               | Isabel de Iorque               |  |  |                   |                   |                   |                   |                   |                   |  |  |  |  |  |  |  |  |  |  |  |  |  |  |  |  |  |  |  |  |  |  |  |  |  |  |  |  |  |  |  |  |  |  |  |  |  |  |  |  |  |  |  |  |  |  |  |  |
|                |                |                |                |                |                |              |              |                |                |                |                |                |                |               |               |               |               |          |          |          |          |  |  |         |         |         |         |               |               |               |               |               |               |            |            |            |            |  |  |                    |                    |                    |                    |                     |                    |           |           |                                |                                |                                |                                |                                |                                |  |  |                   |                   |                   |                   |                   |                   |  |  |  |  |  |  |  |  |  |  |  |  |  |  |  |  |  |  |  |  |  |  |  |  |  |  |  |  |  |  |  |  |  |  |  |  |  |  |  |  |  |  |  |  |  |  |  |  |
|                |                |                |                |                |                |              |              |                |                |                |                |                |                |               |               |               |               |          |          |          |          |  |  |         |         |         |         |               |               |               |               |               |               |            |            |            |            |  |  |                    |                    |                    |                    |                     |                    |           |           |                                |                                |                                |                                |                                |                                |  |  |                   |                   |                   |                   |                   |                   |  |  |  |  |  |  |  |  |  |  |  |  |  |  |  |  |  |  |  |  |  |  |  |  |  |  |  |  |  |  |  |  |  |  |  |  |  |  |  |  |  |  |  |  |  |  |  |  |
|                |                |                |                | Maria Bolena   | Maria Bolena   | Maria Bolena | Maria Bolena | Maria Bolena   | Maria Bolena   |                |                | Ana Bolena     | Ana Bolena     | Ana Bolena    | Ana Bolena    | Ana Bolena    | Ana Bolena    |          |          |          |          |  |  |         |         |         |         | Henrique VIII | Henrique VIII | Henrique VIII | Henrique VIII | Henrique VIII | Henrique VIII |            |            |            |            |  |  |                    |                    |                    |                    | Margarida           | Margarida          | Margarida | Margarida | Margarida                      | Margarida                      |                                |                                |                                |                                |  |  | Maria             | Maria             | Maria             | Maria             | Maria             | Maria             |  |  |  |  |  |  |  |  |  |  |  |  |  |  |  |  |  |  |  |  |  |  |  |  |  |  |  |  |  |  |  |  |  |  |  |  |  |  |  |  |  |  |  |  |  |  |  |  |
|                |                |                |                | Maria Bolena   | Maria Bolena   | Maria Bolena | Maria Bolena | Maria Bolena   | Maria Bolena   |                |                | Ana Bolena     | Ana Bolena     | Ana Bolena    | Ana Bolena    | Ana Bolena    | Ana Bolena    |          |          |          |          |  |  |         |         |         |         | Henrique VIII | Henrique VIII | Henrique VIII | Henrique VIII | Henrique VIII | Henrique VIII |            |            |            |            |  |  |                    |                    |                    |                    | Margarida           | Margarida          | Margarida | Margarida | Margarida                      | Margarida                      |                                |                                |                                |                                |  |  | Maria             | Maria             | Maria             | Maria             | Maria             | Maria             |  |  |  |  |  |  |  |  |  |  |  |  |  |  |  |  |  |  |  |  |  |  |  |  |  |  |  |  |  |  |  |  |  |  |  |  |  |  |  |  |  |  |  |  |  |  |  |  |
|                |                |                |                |                |                |              |              |                |                |                |                |                |                |               |               |               |               |          |          |          |          |  |  |         |         |         |         |               |               |               |               |               |               |            |            |            |            |  |  |                    |                    |                    |                    |                     |                    |           |           |                                |                                |                                |                                |                                |                                |  |  |                   |                   |                   |                   |                   |                   |  |  |  |  |  |  |  |  |  |  |  |  |  |  |  |  |  |  |  |  |  |  |  |  |  |  |  |  |  |  |  |  |  |  |  |  |  |  |  |  |  |  |  |  |  |  |  |  |
|                |                |                |                |                |                |              |              |                |                |                |                |                |                |               |               |               |               |          |          |          |          |  |  |         |         |         |         |               |               |               |               |               |               |            |            |            |            |  |  |                    |                    |                    |                    |                     |                    |           |           |                                |                                |                                |                                |                                |                                |  |  |                   |                   |                   |                   |                   |                   |  |  |  |  |  |  |  |  |  |  |  |  |  |  |  |  |  |  |  |  |  |  |  |  |  |  |  |  |  |  |  |  |  |  |  |  |  |  |  |  |  |  |  |  |  |  |  |  |
| Catarina Carey | Catarina Carey | Catarina Carey | Catarina Carey | Catarina Carey | Catarina Carey |              |              | Henrique Carey | Henrique Carey | Henrique Carey | Henrique Carey | Henrique Carey | Henrique Carey |               |               | Isabel I      | Isabel I      | Isabel I | Isabel I | Isabel I | Isabel I |  |  | Maria I | Maria I | Maria I | Maria I | Maria I       | Maria I       |               |               | Eduardo VI    | Eduardo VI    | Eduardo VI | Eduardo VI | Eduardo VI | Eduardo VI |  |  | Jaime V da Escócia | Jaime V da Escócia | Jaime V da Escócia | Jaime V da Escócia | Jaime V da Escócia  | Jaime V da Escócia |           |           | Margarida Douglas              | Margarida Douglas              | Margarida Douglas              | Margarida Douglas              | Margarida Douglas              | Margarida Douglas              |  |  | Francisca Brandon | Francisca Brandon | Francisca Brandon | Francisca Brandon | Francisca Brandon | Francisca Brandon |  |  |  |  |  |  |  |  |  |  |  |  |  |  |  |  |  |  |  |  |  |  |  |  |  |  |  |  |  |  |  |  |  |  |  |  |  |  |  |  |  |  |  |  |  |  |  |  |
| Catarina Carey | Catarina Carey | Catarina Carey | Catarina Carey | Catarina Carey | Catarina Carey |              |              | Henrique Carey | Henrique Carey | Henrique Carey | Henrique Carey | Henrique Carey | Henrique Carey |               |               | Isabel I      | Isabel I      | Isabel I | Isabel I | Isabel I | Isabel I |  |  | Maria I | Maria I | Maria I | Maria I | Maria I       | Maria I       |               |               | Eduardo VI    | Eduardo VI    | Eduardo VI | Eduardo VI | Eduardo VI | Eduardo VI |  |  | Jaime V da Escócia | Jaime V da Escócia | Jaime V da Escócia | Jaime V da Escócia | Jaime V da Escócia  | Jaime V da Escócia |           |           | Margarida Douglas              | Margarida Douglas              | Margarida Douglas              | Margarida Douglas              | Margarida Douglas              | Margarida Douglas              |  |  | Francisca Brandon | Francisca Brandon | Francisca Brandon | Francisca Brandon | Francisca Brandon | Francisca Brandon |  |  |  |  |  |  |  |  |  |  |  |  |  |  |  |  |  |  |  |  |  |  |  |  |  |  |  |  |  |  |  |  |  |  |  |  |  |  |  |  |  |  |  |  |  |  |  |  |
|                |                |                |                |                |                |              |              | Catarina Carey | Catarina Carey | Catarina Carey | Catarina Carey | Catarina Carey | Catarina Carey |               |               |               |               |          |          |          |          |  |  |         |         |         |         |               |               |               |               |               |               |            |            |            |            |  |  | Maria da Escócia   | Maria da Escócia   | Maria da Escócia   | Maria da Escócia   | Maria da Escócia    | Maria da Escócia   |           |           | Henrique Stuart, Lorde Darnley | Henrique Stuart, Lorde Darnley | Henrique Stuart, Lorde Darnley | Henrique Stuart, Lorde Darnley | Henrique Stuart, Lorde Darnley | Henrique Stuart, Lorde Darnley |  |  | Joana Grey        | Joana Grey        | Joana Grey        | Joana Grey        | Joana Grey        | Joana Grey        |  |  |  |  |  |  |  |  |  |  |  |  |  |  |  |  |  |  |  |  |  |  |  |  |  |  |  |  |  |  |  |  |  |  |  |  |  |  |  |  |  |  |  |  |  |  |  |  |
|                |                |                |                |                |                |              |              | Catarina Carey | Catarina Carey | Catarina Carey | Catarina Carey | Catarina Carey | Catarina Carey |               |               |               |               |          |          |          |          |  |  |         |         |         |         |               |               |               |               |               |               |            |            |            |            |  |  | Maria da Escócia   | Maria da Escócia   | Maria da Escócia   | Maria da Escócia   | Maria da Escócia    | Maria da Escócia   |           |           | Henrique Stuart, Lorde Darnley | Henrique Stuart, Lorde Darnley | Henrique Stuart, Lorde Darnley | Henrique Stuart, Lorde Darnley | Henrique Stuart, Lorde Darnley | Henrique Stuart, Lorde Darnley |  |  | Joana Grey        | Joana Grey        | Joana Grey        | Joana Grey        | Joana Grey        | Joana Grey        |  |  |  |  |  |  |  |  |  |  |  |  |  |  |  |  |  |  |  |  |  |  |  |  |  |  |  |  |  |  |  |  |  |  |  |  |  |  |  |  |  |  |  |  |  |  |  |  |
|                |                |                |                |                |                |              |              |                |                |                |                |                |                |               |               |               |               |          |          |          |          |  |  |         |         |         |         |               |               |               |               |               |               |            |            |            |            |  |  |                    |                    |                    |                    |                     |                    |           |           |                                |                                |                                |                                |                                |                                |  |  |                   |                   |                   |                   |                   |                   |  |  |  |  |  |  |  |  |  |  |  |  |  |  |  |  |  |  |  |  |  |  |  |  |  |  |  |  |  |  |  |  |  |  |  |  |  |  |  |  |  |  |  |  |  |  |  |  |
|                |                |                |                |                |                |              |              |                |                |                |                |                |                |               |               |               |               |          |          |          |          |  |  |         |         |         |         |               |               |               |               |               |               |            |            |            |            |  |  |                    |                    |                    |                    | Jaime VI da Escócia |                    |           |           |                                |                                |                                |                                |                                |                                |  |  |                   |                   |                   |                   |                   |                   |  |  |  |  |  |  |  |  |  |  |  |  |  |  |  |  |  |  |  |  |  |  |  |  |  |  |  |  |  |  |  |  |  |  |  |  |  |  |  |  |  |  |  |  |  |  |  |  |